# 21. Juli
Der 21. Juli ist der 202. Tag des gregorianischen Kalenders (der 203. in Schaltjahren), somit bleiben 163 Tage bis zum Jahresende.

## Ereignisse

### Politik und Weltgeschehen
- 0356 v. Chr.: Der Tempel der Artemis in Ephesos, eines der sieben Weltwunder der Antike, wird von Herostratos in Brand gesteckt.
- 1242: Ein französisches Heer kann sich in der Schlacht bei Taillebourg gegen ihre englischen Gegner durchsetzen.
- 1403: In der Schlacht von Shrewsbury schlägt der englische König Heinrich IV. eine von Henry Percy angeführte Adelsrevolte nieder.

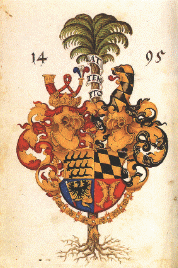
1495: Neues Wappen Eberhards I.

- 1495: Auf dem Reichstag zu Worms wird die Grafschaft Württemberg unter Graf Eberhard I. vom römisch-deutschen König Maximilian I. zum Herzogtum erhoben.

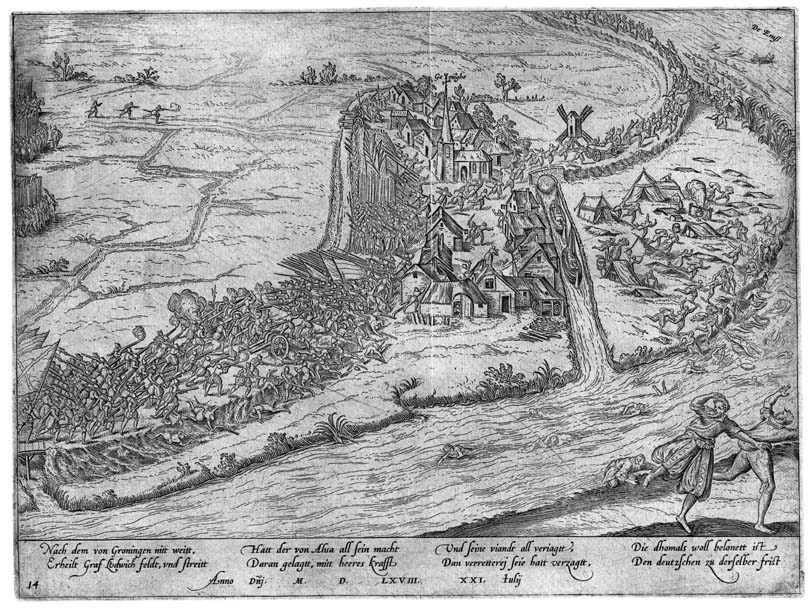
1568: Schlacht von Jemgum

- 1568: Achtzigjähriger Krieg: In der Zweiten Schlacht von Jemgum besiegt Fernando Álvarez de Toledo, Herzog von Alba die Geusen unter Ludwig von Nassau-Dillenburg.
- 1718: Der Frieden von Passarowitz beendet den Venezianisch-Österreichischen Türkenkrieg. Durch den Erwerb vormals osmanischer Gebiete erreicht das Habsburgerreich seine größte territoriale Ausdehnung.
- 1762: Im Siebenjährigen Krieg besiegen die Preußen unter Friedrich dem Großen die Österreicher unter Leopold Joseph von Daun in der Schlacht bei Burkersdorf.
- 1774: Der Friede von Küçük Kaynarca beendet den Russisch-Türkischen Krieg.

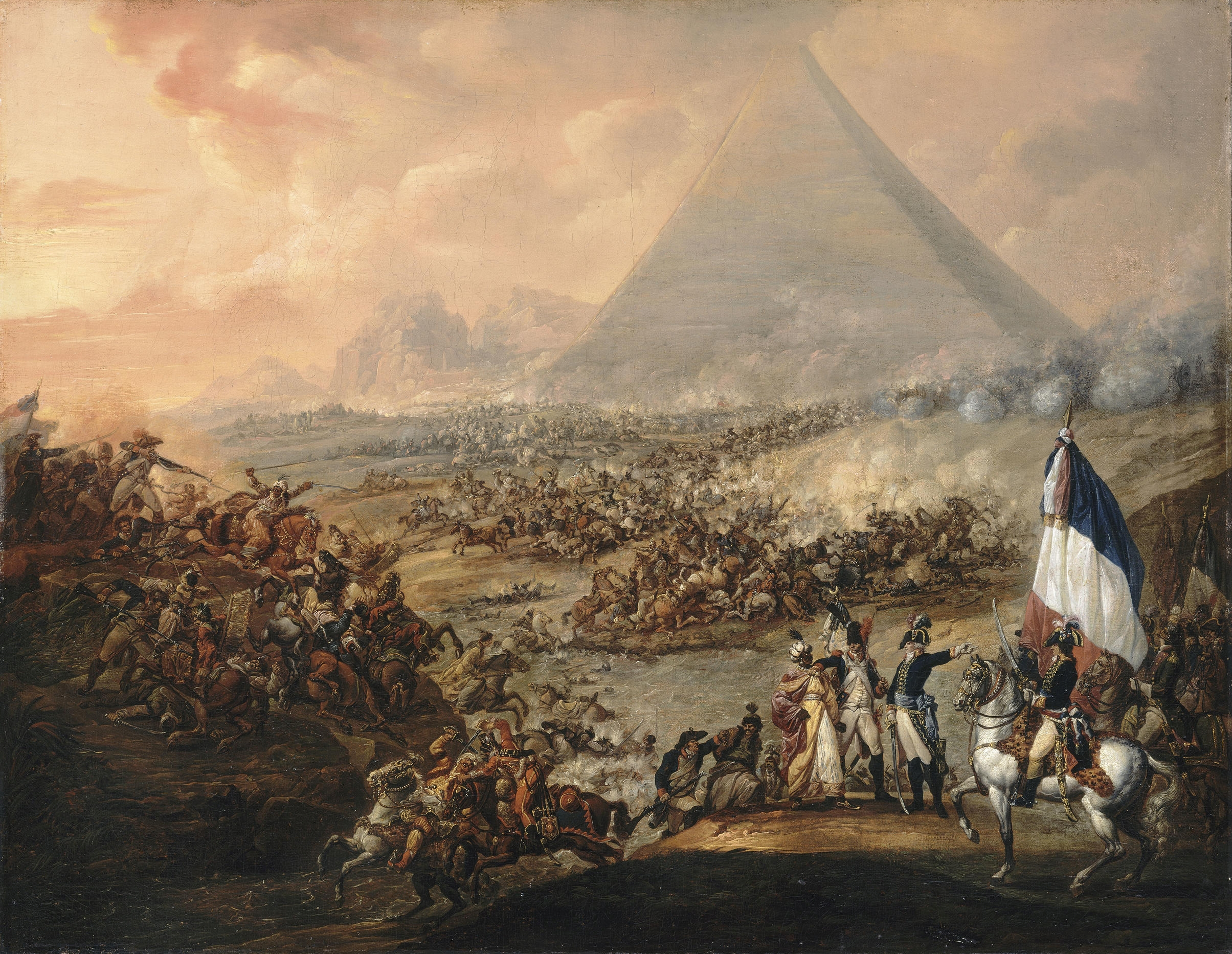
1798: Schlacht bei den Pyramiden

- 1798: In der Schlacht bei den Pyramiden bezwingt Napoleon Bonapartes Invasionsarmee auf ihrem Ägyptenfeldzug ein Mamlukenheer unter Murad Bey Muhammad.
- 1807: Die Stadt Danzig wird nebst angrenzendem Gebiet an der Weichselmündung zur Republik Danzig ausgerufen.
- 1822: Nach der Ausrufung der Monarchie am 18. Mai wird Agustín de Iturbide als Agustín I. zum Kaiser von Mexiko gekrönt.
- 1831: Belgische Staatsbildung: Leopold I. legt den Eid auf die belgische Verfassung ab und wird damit der erste König nach der Unabhängigkeit. Dieses Datum ist seither der Nationalfeiertag Belgiens.
- 1831: Die Kronkolonie Britisch-Guyana wird aus mehreren erlangten Besitzungen in Südamerika gebildet, unter anderem aus der ehemals niederländischen Kolonie Essequibo.

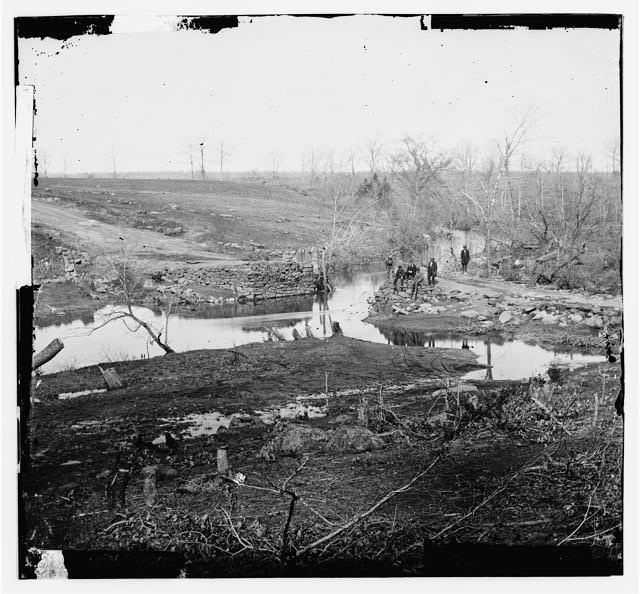
1861: Schlacht am Bull Run

- 1861: In der ersten großen Schlacht des Amerikanischen Bürgerkriegs besiegen die Südstaatler die Nordstaatler am Bull Run bei Manassas.
- 1866: Im Dritten Italienischen Unabhängigkeitskrieg gelingt den Italienern in der Schlacht bei Bezzecca unter Giuseppe Garibaldi der einzige Sieg gegen österreichische Truppen.
- 1871: In der britischen Marine wird der im 17. Jahrhundert eingeführte Kauf von Offizierstellen abgeschafft.
- 1917: Georgi Lwow tritt als Ministerpräsident der provisorischen russischen Regierung zurück. Sein Nachfolger wird der bisherige Kriegsminister Alexander Kerenski.
- 1922: Anlässlich der Ermordung von Reichsaußenminister Walther Rathenau am 24. Juni wird unter Reichsjustizminister Gustav Radbruch das Republikschutzgesetz zum Schutz der Weimarer Republik vor republikfeindlichen Aktivitäten erlassen.
- 1936: Der franquistisch gesinnte Militärgouverneur José Moscardó ruft in Toledo das Kriegsrecht aus und zieht am Beginn des Spanischen Bürgerkriegs damit die Belagerung des Alcázars von Toledo auf sich.

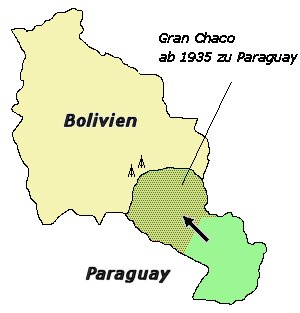
1938: Territoriale Folgen des Chacokriegs

- 1938: Im Friedensvertrag zur Beendigung des Chacokrieges verliert Bolivien rund ein Sechstel seines Staatsgebietes, behält aber seine Ölfelder am Fuß der Anden, während Paraguay sein Staatsgebiet fast verdoppelt.
- 1940: Die Litauische Sozialistische Sowjetrepublik wird gegründet.
- 1941: Mit insgesamt 195 Kampfflugzeugen fliegt die deutsche Luftwaffe einen ersten Luftangriff auf Moskau, der sich bis in den Folgetag erstreckt.
- 1944: Die US Navy beginnt ihre Landeoperation auf der Insel Guam, die sie 1941 an die Japaner verloren hat.
- 1951: Der Dalai Lama kehrt aus dem Exil nach Lhasa zurück, um seine religiösen Funktionen wieder aufzunehmen.
- 1954: Auf der Genfer Konferenz wird nach dem Indochinakrieg die Teilung Vietnams beschlossen.
- 1972: Am Bloody Friday zündet die Provisional Irish Republican Army 22 Bomben in der nordirischen Hauptstadt Belfast. Neun Personen kommen ums Leben, über 100 werden verletzt.
- 1973: Lillehammer-Affäre: Die Mossad-Sondereinheit Caesarea tötet in Lillehammer den völlig unbeteiligten Ahmed Bouchiki, weil sie ihn für Ali Hassan Salameh hält, einen der Drahtzieher des Münchner Olympia-Attentates von 1972.
- 1992: Im Transnistrien-Konflikt schließen Russland und die Republik Moldau einen Waffenstillstand.

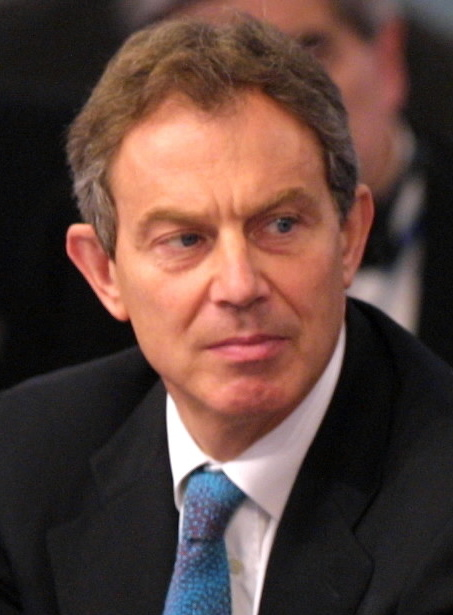
1994: Tony Blair

- 1994: Tony Blair wird zum Chef der Labour Party gewählt und damit britischer Oppositionsführer.
- 2005: 14 Tage nach den Terroranschlägen von London werden in London neuerlich Sprengsätze gefunden, die diesmal allerdings nicht detonieren.
- 2005: Bundespräsident Horst Köhler löst den Deutschen Bundestag auf und setzt Neuwahlen für den 18. September an.
- 2008: Radovan Karadžić wird in Belgrad aufgrund eines internationalen Haftbefehls des Internationalen Strafgerichtshofs festgenommen.
- 2016: Nach dem gescheiterten Putschversuch vom 15. Juli wird in der Türkei für drei Monate der Notstand ausgerufen.
- 2024: US-Präsident Joe Biden kündigt den Rückzug seiner Kandidatur für die bevorstehende US-Präsidentschaftswahl im November desselben Jahres an.

### Wirtschaft
- 1856: Leopold Sonnemann und Heinrich B. Rosenthal gründen den Frankfurter Geschäftsbericht, den Vorläufer der Frankfurter Zeitung.
- 1919: Anton Herman Gerard Fokker gründet zusammen mit anderen das Unternehmen N. V. Nederlandsche Vliegtuigenfabrieken, das als Flugzeugwerke Fokker bedeutend wird.
- 2002: Das Telefonunternehmen WorldCom beantragt beim Insolvenzgericht in New York Süd Gläubigerschutz nach Chapter 11 des US-Insolvenzrechts und verursacht einen der größten Börsenskandale der Geschichte.

### Wissenschaft und Technik

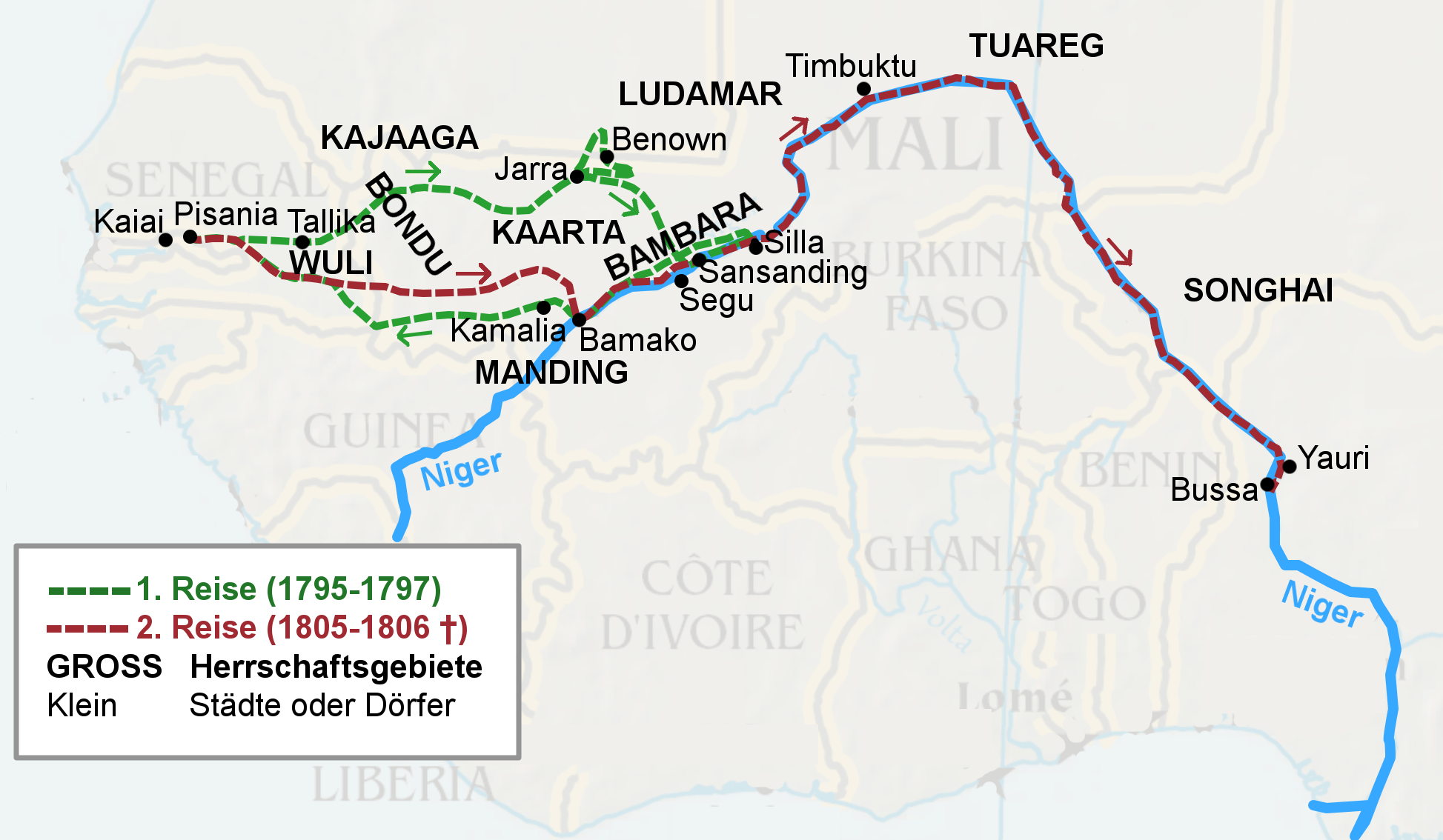
Mungo Parks Reisen 1795–1806

- 1796: Der britische Afrikaforscher Mungo Park dringt als erster Europäer zum Niger vor.
- 1849: Erstmals wird ein Ballon von einem Schiff aus gestartet. Die österreichische Marine will damit aus der Luft bei der Bekämpfung der Repubblica di San Marco Bomben auf Venedig werfen. Schlechte Windverhältnisse verhindern jedoch den Abwurf.
- 1879: Im Schweizer Kanton Bern wird die Giessbachbahn als erste Standseilbahn  in Europa in Betrieb genommen. Sie transportiert Gäste vom Brienzersee zum höher gelegenen Grandhotel.
- 1946: Als erstes US-amerikanisches düsengetriebenes Flugzeug startet und landet der McDonnell-FH-Prototyp XFD-1 auf einem Flugzeugträger.
- 1961: Mit Mercury-Redstone 4 im Rahmen des Mercury-Programms wird Gus Grissom als zweiter US-Amerikaner auf einen suborbitalen Flug ins All geschickt.

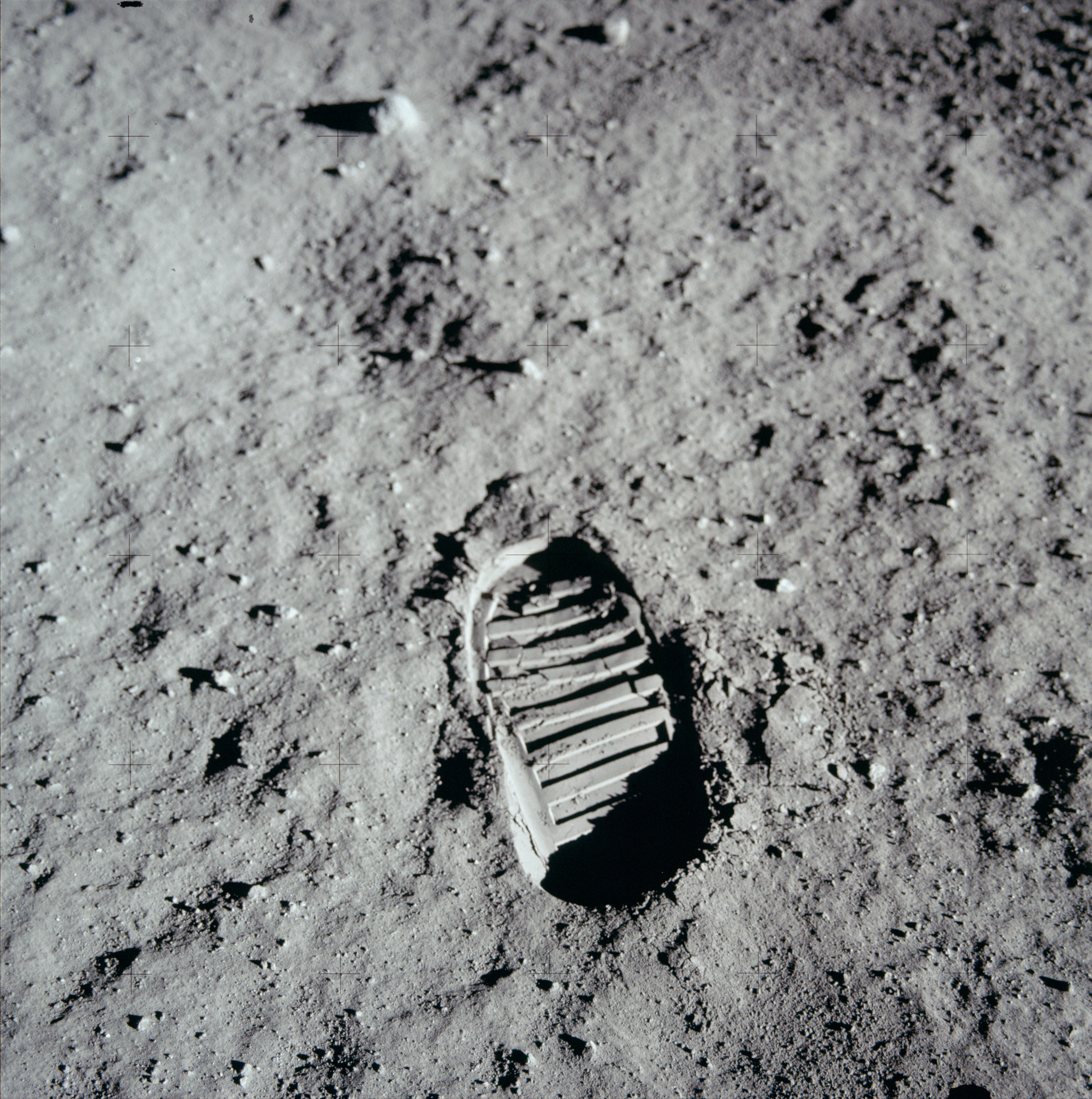
1969: Fußabdruck auf dem Mond

- 1969: Neil Armstrong betritt um 02:56:20 Uhr UT als erster Mensch den Mond. Kurz darauf folgt ihm Buzz Aldrin.
- 1983: In der Wostok-Station in der Ostantarktis wird die bis heute tiefste Temperatur der Erde mit −89,2 °C gemessen.
- 2006: In Garching geht der Höchstleistungsrechner Bayern II in Betrieb.
- 2011: Mit der Landung der NASA-Raumfähre Atlantis nach Vollendung der Mission STS-135 geht die Ära der Space Shuttles zu Ende.

### Kultur
- 1843: In Antwerpen wird der erste belgische Zoo gegründet.
- 1897: Das Londoner Museum Tate Gallery of British Art wird eröffnet.
- 1987: Das Album Appetite for Destruction von Guns n’ Roses, bis heute eines der meistverkauften Rockalben, wird in den USA veröffentlicht.
- 1990: Roger Waters führt auf dem Potsdamer Platz in Berlin The Wall auf.
- 2007: Der siebte und letzte Harry-Potter-Band wird auf Englisch veröffentlicht.

### Gesellschaft
- 1865: Aus Springfield (Missouri) wird das erste Wildwest-Duell berichtet. Der Revolverheld „Wild Bill“ Hickok erschießt Dave Tutt auf offener Straße.
- 1873: Bei Adair (Iowa) verüben Jesse James und seine Gang den ersten Zugüberfall im Westen der USA.
- 1925: Im Scopes-Prozess in Dayton (Tennessee) wird der Lehrer John Thomas Scopes auf Basis des Butler Acts zu 100 USD Strafe verurteilt, weil er Darwins Evolutionstheorie gelehrt hat.
- 1950: Die Elefantenkuh Tuffi springt aus der Wuppertaler Schwebebahn in die Wupper.

### Religion
- 1542: Papst Paul III. bewilligt in Rom die Bildung des Sanctum Officium (Heilige Inquisition).
- 1773: Papst Clemens XIV. verfügt mit dem Breve Dominus ac redemptor noster die Aufhebung des Jesuitenordens.

### Katastrophen
- 0365: Vor Kreta kommt es zu einem schweren Erdbeben, das im östlichen Mittelmeer einen Tsunami auslöst. Mehrere Tausend Menschen sterben zusammengenommen allein im Nildelta und in Alexandria. Auf Kreta werden nahezu alle Städte beschädigt oder zerstört. So unter anderem Phalasarna, wo das Hafenbecken durch eine tektonische Hebung der Landmasse um sechs bis neun Meter trockenfällt.
- 1902: Der Vergnügungsdampfer Primus sinkt nach einer Kollision mit dem Schlepper Hansa auf der Niederelbe bei Hamburg. 101 von 206 Passagieren kommen ums Leben.
- 2003: In der chinesischen Provinz Yunnan sterben bei einem Erdbeben der Stärke 5,9 16 Menschen. 584 Menschen werden verletzt und über 260.000 Gebäude komplett zerstört.

Kleinere Unglücksfälle sind in den Unterartikeln von Katastrophe und in der Liste von Katastrophen aufgeführt.

### Sport
- 1927: Der Italiener Alfredo Binda wird Sieger bei den UCI-Straßen-Weltmeisterschaften der Profis, die auf dem Nürburgring ausgetragen werden. Binda ist der Erste, der ein Regenbogentrikot erhält.

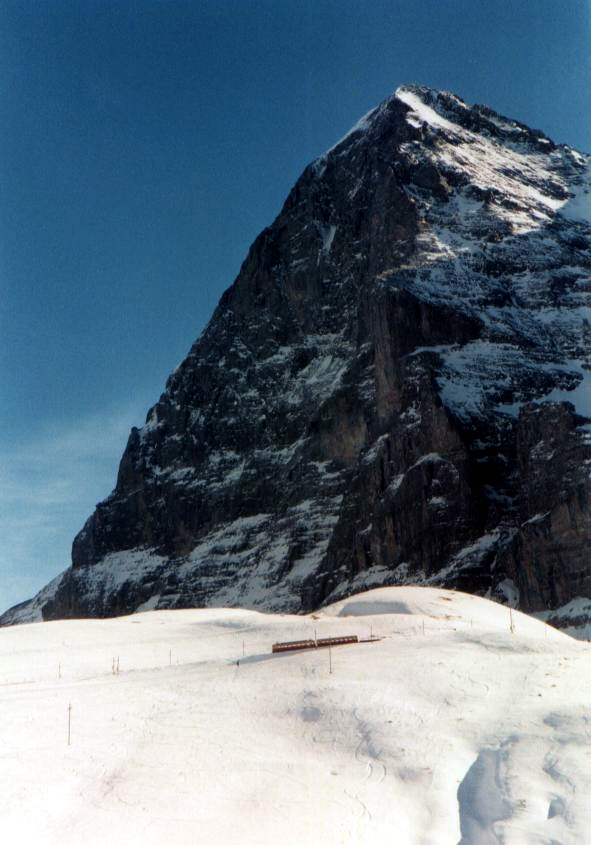
1938: Die Eiger-Nordwand

- 1938: Die Erstbesteigung der Eiger-Nordwand durch Heinrich Harrer, Fritz Kasparek, Anderl Heckmair und Ludwig Vörg beginnt.
- 1974: Der Belgier Eddy Merckx gewinnt wie vor ihm nur der Franzose Jacques Anquetil zum fünften Mal die Tour de France.
- 1981: Sri Lanka wird Full Member der International Cricket Conference (dem heutigen International Cricket Council, ICC).
- 1989: Mike Tyson gewinnt seinen Boxkampf und Weltmeistertitel im Schwergewicht gegen Carl „The Truth“ Williams in der Convention Hall in Atlantic City durch technischen K. o.
- 1996: Mit Bjarne Riis wird erstmals ein Skandinavier Tour-Gesamtsieger bei der 83. Tour de France.

Einträge von Leichtathletik-Weltrekorden befinden sich unter der jeweiligen Disziplin unter Leichtathletik.
Einträge zu Fußballweltmeisterschaftsspielen finden sich in den Unterseiten von Fußball-Weltmeisterschaft. Das Gleiche gilt für Fußball-Europameisterschaften.

## Geboren

### Vor dem 18. Jahrhundert
- 0810: Al-Buchārī, persischer Gelehrter
- 1095: Kakuban, japanischer Mönch
- 1248: Bogo de Clare, englischer Geistlicher
- 1414: Sixtus IV., Papst
- 1476: Alfonso I. d’Este, Herzog von Ferrara, Modena und Reggio
- 1477: Christoph von Baden, badischer Prinz, Domherr in Straßburg und Köln

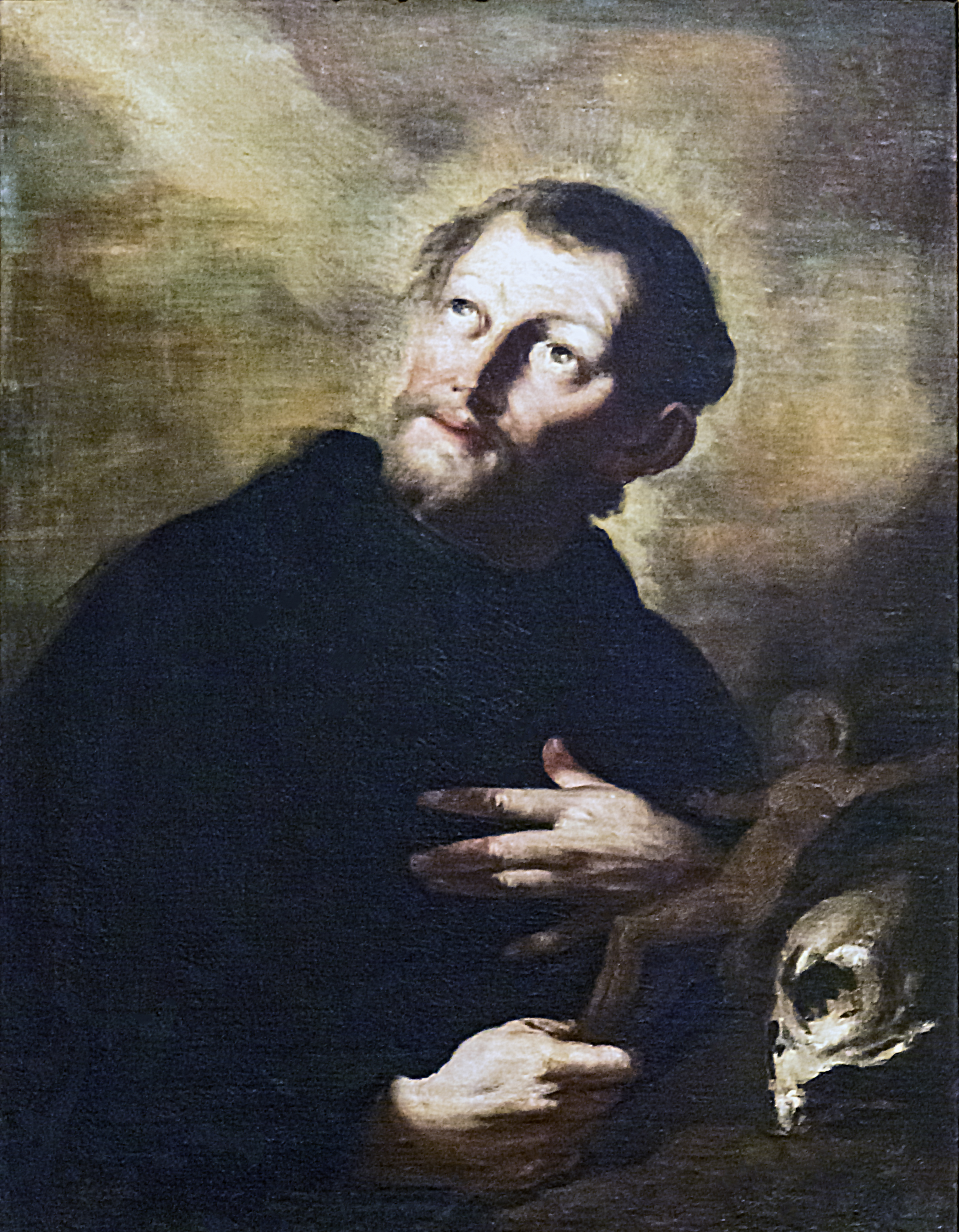
Philipp Neri (* 1515)

- 1515: Philipp Neri, italienischer Geistlicher, Gründer der Kongregation des Oratoriums, Heiliger
- 1535: García Hurtado de Mendoza, spanischer Militär und Kolonialbeamter, Gouverneur von Chile, Vizekönig von Peru
- 1594: Andreas Burckhardt, Kanzler des Herzogtums Württemberg
- 1620: Jean Picard, französischer Astronom und Geodät
- 1632: Paul Philipp Röber, deutscher Theologe
- 1642: Justus Philipp Meyenberg, deutscher Theologe
- 1667: Cristoforo Munari, italienischer Stilllebenmaler, Restaurator und Kunsthändler
- 1668: Adrian Bernhard von Borcke, preußischer Generalfeldmarschall
- 1668: Friedrich Heinrich, Herzog von Sachsen-Zeitz-Pegau-Neustadt
- 1673: Karl Arnd, deutscher Theologe
- 1693: Thomas Pelham-Holles, 1. Duke of Newcastle-upon-Tyne, britischer Politiker, Premierminister
- 1699: Heinrich XXIX., Graf Reuß zu Ebersdorf

### 18. Jahrhundert
- 1712: Johann Karl Philipp Graf Cobenzl, österreichischer Politiker
- 1728: Georg Christian Crollius, deutscher Historiker
- 1732: Amalie von Sachsen-Hildburghausen, Fürstin von Hohenlohe-Neuenstein zu Oehringen
- 1736: Maria Maximiliana von Stadion, Äbtissin des freiweltlichen Damenstifts Buchau im heutigen Bad Buchau am Federsee
- 1738: Rudolph Friedrich Schultze, deutscher evangelischer Theologe
- 1748: Friedrich Karl Blum, deutscher Beamter

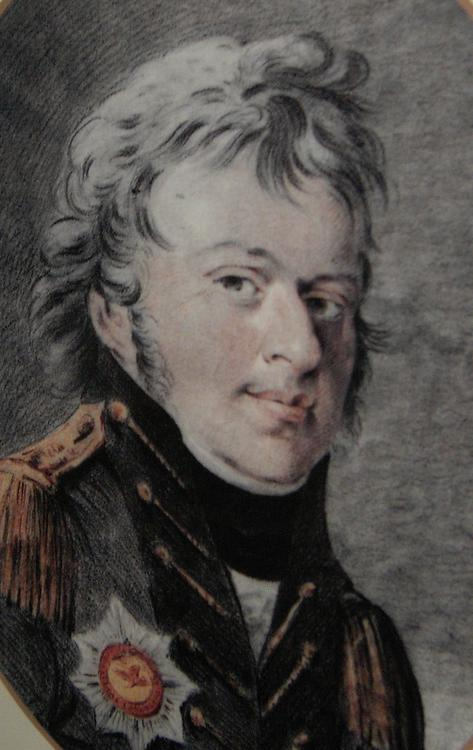
Wilhelm Gustav Friedrich Bentinck (* 1762)

- 1762: Wilhelm Gustav Friedrich Bentinck, deutscher Reichsgraf
- 1765: Daniel-Alexandre Chavannes, Schweizer evangelischer Geistlicher, Politiker und Naturforscher
- 1774: Louise Pauli, deutsche Buchdruckerin und Verlegerin
- 1782: Ernst von Grossi, deutscher Mediziner und Hochschullehrer
- 1784: Charles Baudin, französischer Admiral
- 1784: Jørgen Herman Vogt, norwegischer Jurist und Politiker
- 1784: Ralph James Woodford, Gouverneur der Karibikinsel Trinidad
- 1789: Wasil Aprilow, bulgarischer Arzt

### 19. Jahrhundert

#### 1801–1850
- 1801: Jules Pierre Rambur, französischer Arzt und Entomologe
- 1805: Christian August Berkholz, deutsch-baltischer Geistlicher und Pädagoge
- 1809: Clara Fechner, deutsche Schriftstellerin
- 1811: Joseph DuMont, deutscher Verleger

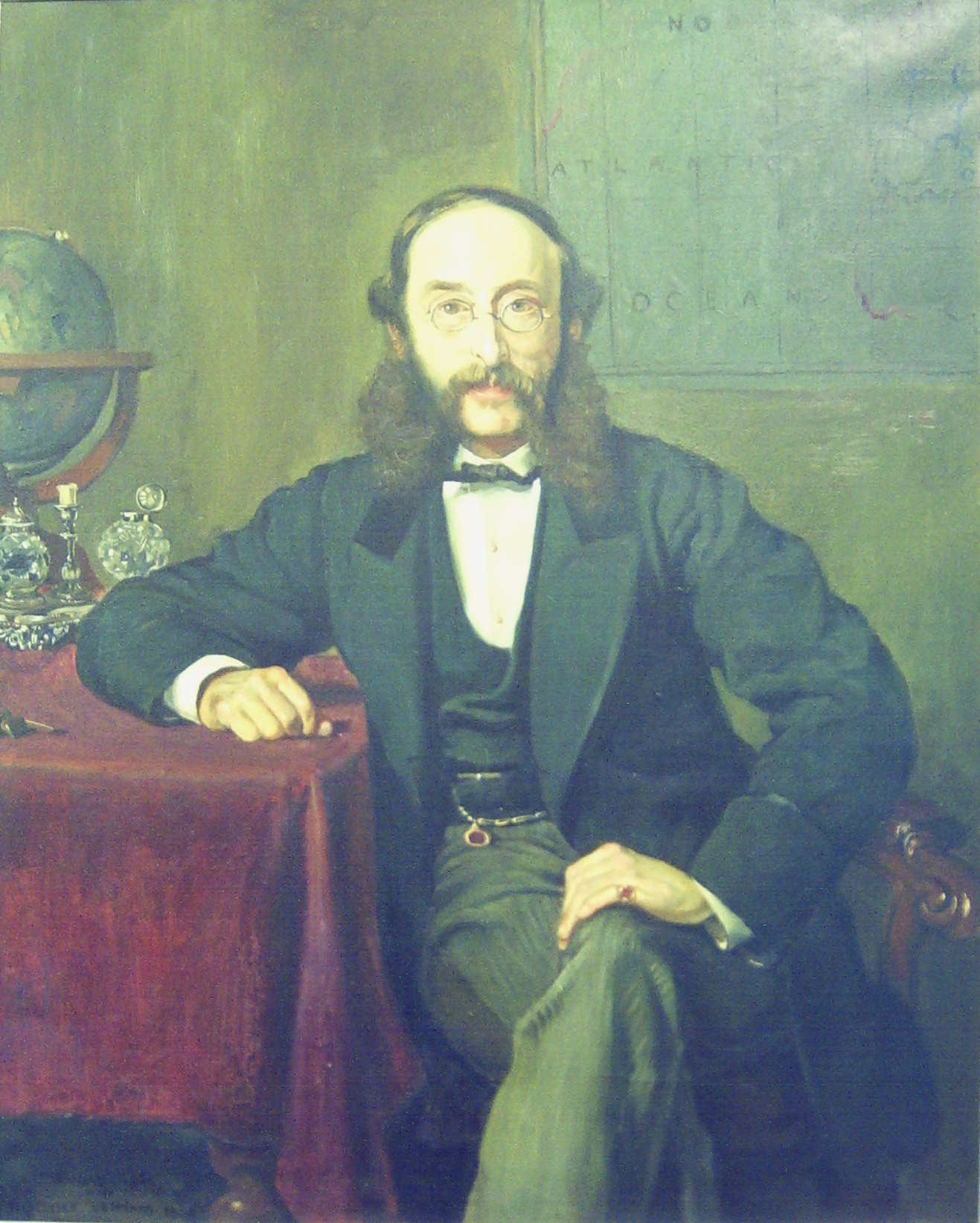
Paul Julius Reuter (* 1816)

- 1816: Paul Julius Reuter, deutscher Unternehmer, Begründer der Nachrichtenagentur „Reuters Telegraphic Comp. Incorporated“
- 1821: Vasile Alecsandri, rumänischer Dichter, Dramatiker und Politiker
- 1821: Adolf von Auersperg, Ministerpräsident von Österreich-Ungarn
- 1824: Stanley Matthews, US-amerikanischer Richter und Politiker
- 1828: Heinrich Scharrer, deutscher Botaniker und Landschaftsarchitekt
- 1836: Richard von Heydebreck, preußischer Generalmajor
- 1837: Emilio Censi, Schweizer Jurist und Politiker
- 1841: Minna Kleeberg, deutsche Dichterin

Maria Anna von Portugal (* 1843)

- 1843: Maria Anna von Portugal, Prinzessin von Braganza und Sachsen-Coburg und Gotha, Infantin von Portugal
- 1844: Hedwig Kiesekamp, Sängerin und Schriftstellerin in Münster (Westfalen)
- 1847: Blanche Willis Howard, US-amerikanische Schriftstellerin
- 1848: Julie de Boor, deutsche Porträtmalerin
- 1850: Alfred Eckbrecht von Dürckheim-Montmartin, deutscher Offizier

#### 1851–1900
- 1852: William Lossow, deutscher Architekt
- 1856: Louise Blanchard Bethune, US-amerikanische Architektin, erstes weibliches Mitglied des American Institute of Architects
- 1856: Wilhelm Geiger, deutscher Indologe und Iranist
- 1856ː Adèle Sophia Cordelia Opzoomer, niederländische Schriftstellerin und Malerin
- 1858: Lovis Corinth, deutscher Maler

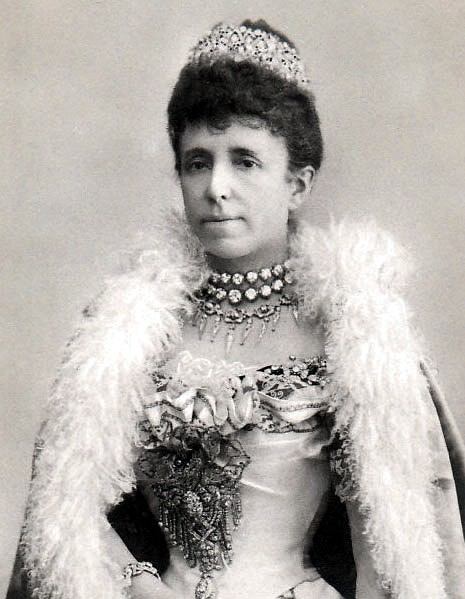
Maria Christina von Österreich (* 1858)

- 1858: Maria Christina von Österreich, Regentin von Spanien
- 1863: Agnes Günther, deutsche Schriftstellerin
- 1863: C. Aubrey Smith, britischer Schauspieler
- 1864: Frances Cleveland, US-amerikanische First Lady
- 1865: Robert Kahn, deutscher Komponist und Musikpädagoge
- 1866: Victor Franke, deutscher Kommandeur der Schutztruppe in Deutsch-Südwestafrika
- 1866: Carlos Schwabe, deutscher, später Schweizer symbolistischer Maler und Grafiker
- 1870: Christian Aigens, dänischer Künstler
- 1870: Emil Orlik, böhmischer Grafiker
- 1870: Antonio Riva, Schweizer Jurist und Politiker
- 1873: Charles Schlee, US-amerikanischer Radrennfahrer
- 1873: Herbert Witherspoon, US-amerikanischer Sänger, Gesangspädagoge und Theatermanager
- 1875: Oskar Moll, deutscher Maler
- 1879: Joseph A. A. Burnquist, US-amerikanischer Politiker
- 1880: Rafail Abramowitsch, russischer Bundist und Menschewik
- 1880: Charles Delaporte, französischer Ruderer und Radsportler
- 1880: Milan Rastislav Štefánik, tschechoslowakischer General
- 1883: Nat Phillips, australischer Theaterleiter, Komiker und Entertainer

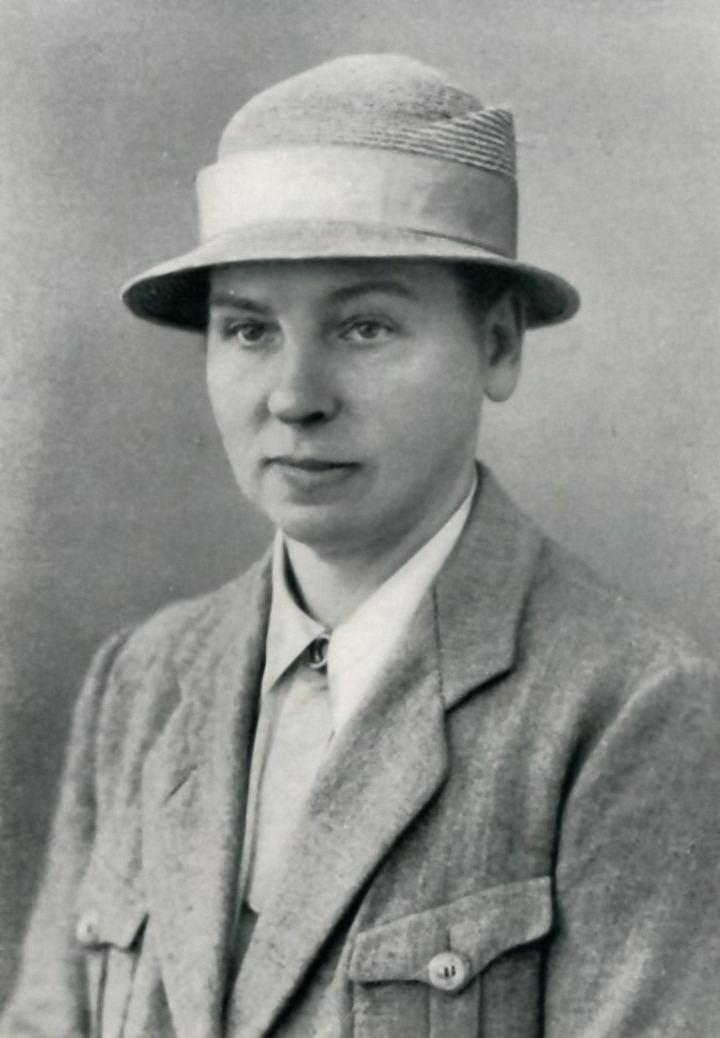
Leontine von Winterfeld-Platen (* 1883)

- 1883: Leontine von Winterfeld-Platen, deutsche Schriftstellerin
- 1884: Louis Grenville Abell, US-amerikanischer Ruderer
- 1885: Jacques Feyder, französisch-belgischer Filmregisseur
- 1886: Henri Schaller, Schweizer Geistlicher, Journalist und Zeitungsverleger
- 1886: Eugen Schüfftan, deutscher Kameramann und Erfinder
- 1888: Giovanni Mauro, italienischer Fußballschiedsrichter und -funktionär
- 1888: Oscar Van Den Bossche, belgischer Ruderer
- 1890: Eduard Dietl, deutscher Offizier, zuletzt Generaloberst im Zweiten Weltkrieg
- 1891: Erwin Faber, österreichischer Schauspieler
- 1892: Renée Falconetti, französische Schauspielerin
- 1892: Anton Schnack, deutscher Schriftsteller
- 1893: Hans Fallada, deutscher sozialkritischer Schriftsteller
- 1893: Alice Hechy, deutsche Schauspielerin und Sängerin (Sopran)

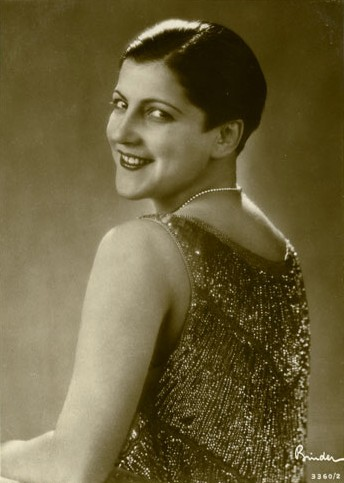
Ellen Richter (* 1893)

- 1893: Ellen Richter, österreichische Schauspielerin und Filmproduzentin
- 1893: Margarete Sommer, deutsche Sozialarbeiterin, Gerechte unter den Völkern
- 1894: Waldemar Åhlén, schwedischer Organist, Musikpädagoge und Komponist
- 1894: Hermine Albers, Mitgründerin der Arbeitsgemeinschaft für Jugendpflege und -fürsorge
- 1894: Jakub Appenszlak, polnischer Journalist, Literaturkritiker und Übersetzer
- 1896: Jean Rivier, französischer Komponist
- 1897: Carl Bilfinger, deutscher Staatsrechtler
- 1897: Olga Freiin von Lersner, deutsche Krankenschwester, Leiterin der Schwesternschule der Universität Heidelberg
- 1897: Wassili Danilowitsch Sokolowski, sowjetischer General
- 1898: Sara Carter, US-amerikanische Country-Sängerin
- 1898: Ernest Willem Mulder, niederländischer Komponist und Musikpädagoge
- 1899: Hart Crane, US-amerikanischer Lyriker
- 1899: Ernest Hemingway, US-amerikanischer Schriftsteller, Nobelpreisträger (Der alte Mann und das Meer)
- 1899: Ralph Staub, US-amerikanischer Produzent von Kurzfilmen

### 20. Jahrhundert

#### 1901–1925

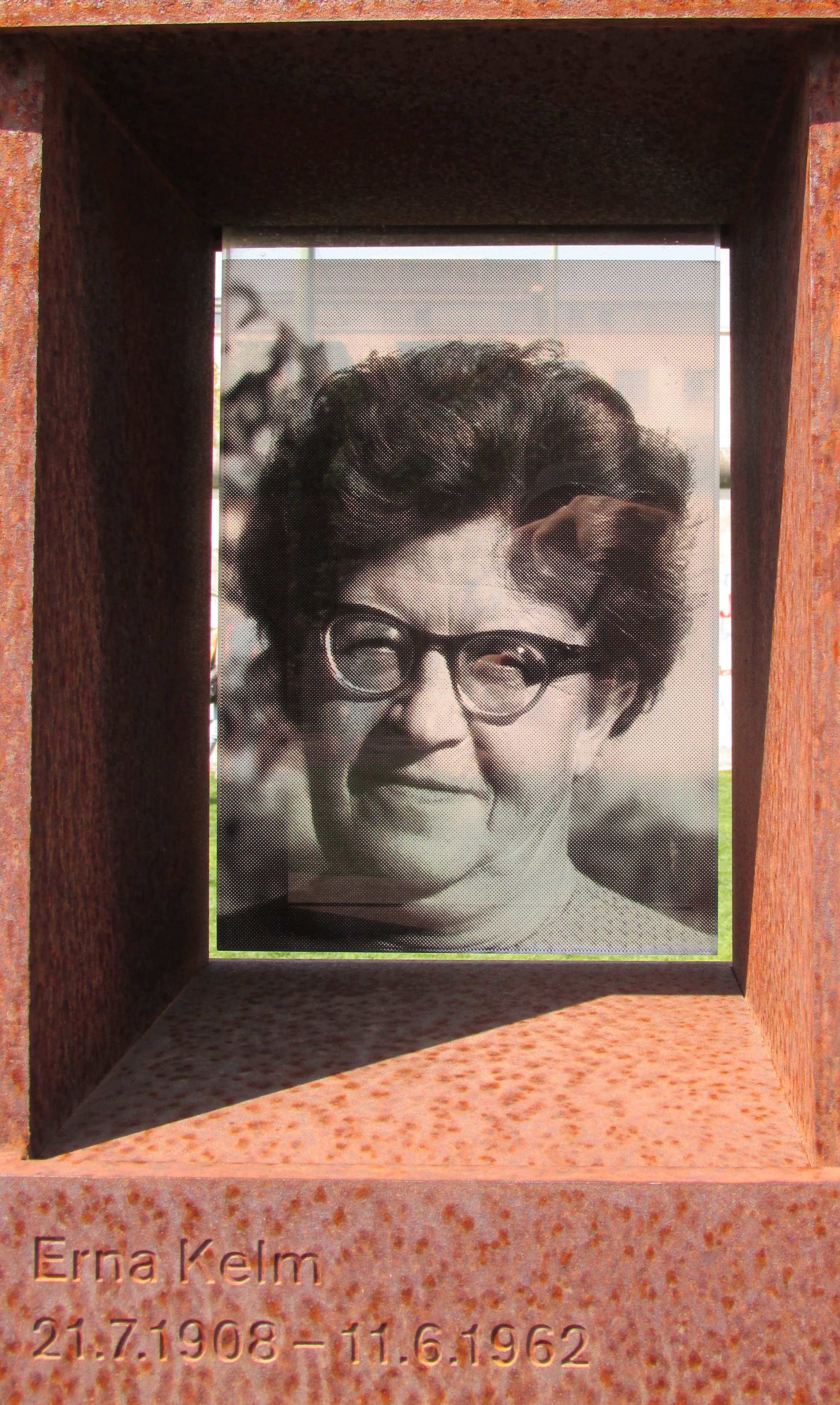
Erna Kelm (* 1908)

- 1901: Bill Andrews, britischer Filmarchitekt
- 1901: Marta Astfalck-Vietz, deutsche Fotografin und Künstlerin der Avantgarde
- 1901: Konrad Stekl, österreichischer Komponist und Dirigent
- 1902: Leah Rhodes, US-amerikanische Kostümbildnerin
- 1903: Heinrich Wilhelm Ahrens, deutscher Jurist, Kaufmann und Manager
- 1906: Elisabeth Freundlich, österreichische Schriftstellerin
- 1906: Annelies Kupper, deutsche Opernsängerin und Dozentin an der Musikhochschule München
- 1908: Erna Kelm, deutsches Todesopfer der Berliner Mauer
- 1908: Ljerko Spiller, argentinischer Geiger, Dirigent und Musikpädagoge
- 1910: Piero Pasinati, italienischer Fußballspieler und -trainer
- 1911: Werner Bieder, Schweizer evangelischer Geistlicher und Hochschullehrer

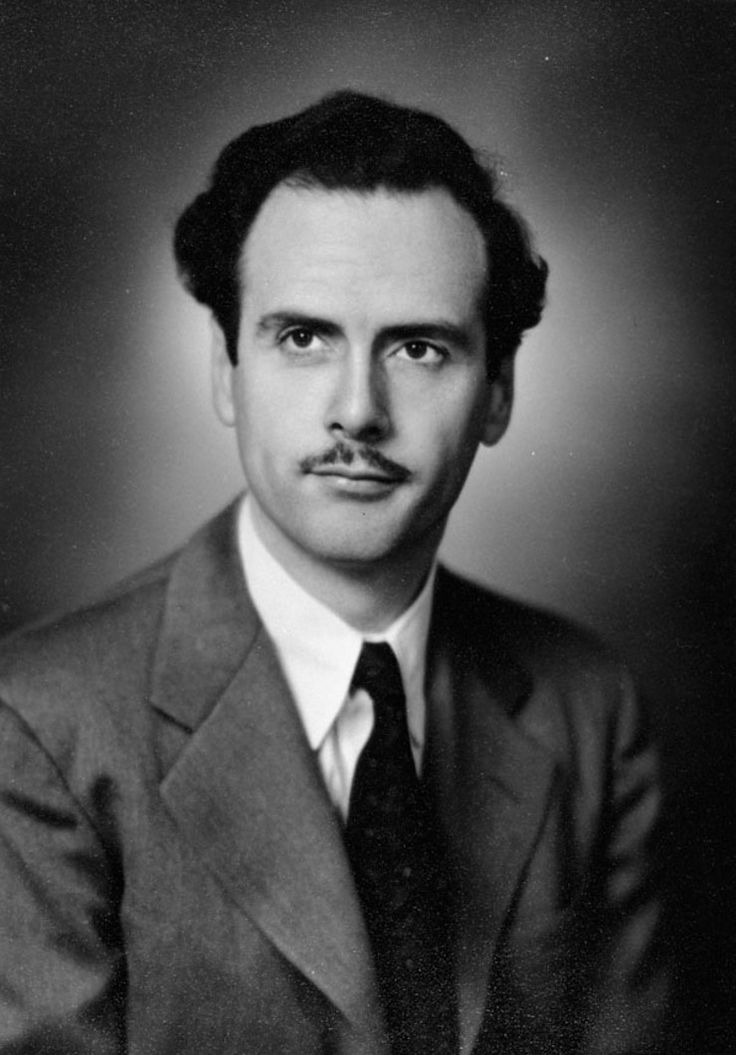
Marshall McLuhan (* 1911)

- 1911: Marshall McLuhan, kanadischer Medienwissenschaftler
- 1912: Jacques Poch, französischer Unternehmer und Automobilrennfahrer
- 1913: Catherine Storr, englische Kinderbuchautorin
- 1914: Philippe Ariès, französischer Historiker
- 1914: Suso Cecchi D’Amico, italienische Drehbuchautorin
- 1916: Henry Larsen, dänischer Ruderer

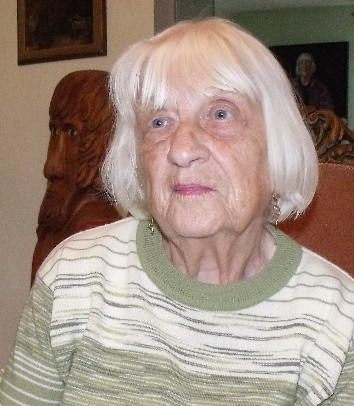
Gabriele Meyer-Dennewitz (* 1922)

- 1919: Wendell Mayes, US-amerikanischer Drehbuchautor
- 1920: Mohammed Dib, algerischer Journalist und Schriftsteller
- 1920: Isaac Stern, US-amerikanischer Geiger
- 1921: Werner Schubert-Deister, deutscher Maler und Bildhauer
- 1922: Philomena Franz, deutsche Sintiza, Auschwitz-Überlebende, Zeitzeugin und Autorin
- 1922: Gabriele Meyer-Dennewitz, deutsche Malerin und Grafikerin
- 1922: Kay Starr, US-amerikanische Sängerin
- 1922: Mollie Sugden, britische Schauspielerin
- 1923: Rudolph Arthur Marcus, US-amerikanischer Chemiker, Nobelpreisträger
- 1923: Ueda Miyoji, japanischer Lyriker und Literaturkritiker
- 1925: Anne Meacham, US-amerikanische Schauspielerin

#### 1926–1950

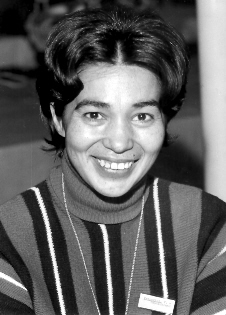
Veronika Petrovici (* 1934)

- 1926: Norman Birnbaum, US-amerikanischer Soziologe
- 1926: Karel Reisz, tschechisch-englischer Regisseur
- 1927: Peter Haasen, deutscher Metallphysiker
- 1927: Michael Janisch, österreichischer Schauspieler
- 1930: Rosmarie Buri, Schweizer Schriftstellerin
- 1930: Heinz Häsler, Schweizer Mundartautor
- 1930: Hari Chandra Manikavasagam, malaysischer Leichtathlet
- 1931: José Carlos da Fonseca, brasilianischer Jurist und Politiker
- 1932: Eero Aarnio, finnischer Innen- und Möbeldesigner
- 1932: Micheline Tessier, kanadische Sängerin und Gesangspädagogin
- 1933: John Gardner, US-amerikanischer Schriftsteller und Übersetzer
- 1933: Brigitte Reimann, deutsche Schriftstellerin in der DDR
- 1933: Hans-Henning von Sandrart, deutscher General
- 1934: Américo Amorim, portugiesischer Unternehmer
- 1934: Veronika Petrovici, rumänisch-deutsche plastische Chirurgin

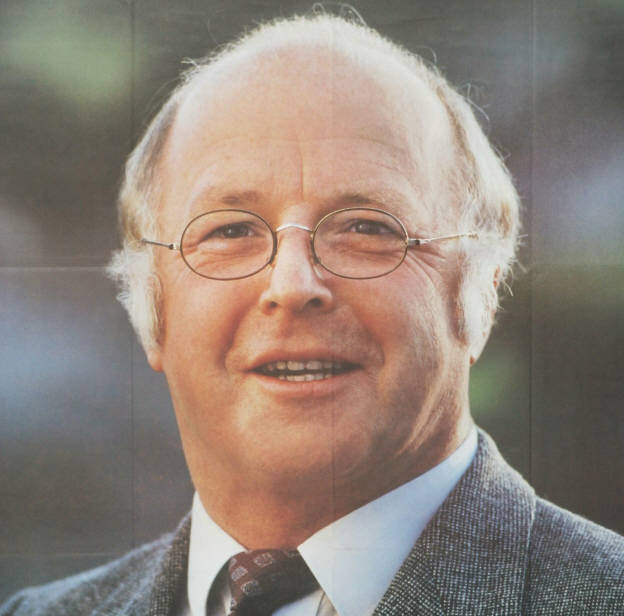
Norbert Blüm (* 1935)

- 1935: Jeanne Arth, US-amerikanische Tennisspielerin
- 1935: Norbert Blüm, deutscher Politiker, MdB, Bundesminister
- 1936: Taijirō Amazawa, japanischer Dichter, Übersetzer und Literaturwissenschaftler
- 1936: Anatoli Nikolajewitsch Andrianow, russischer Mathematiker
- 1936: Keiichi Tanaami, japanischer Künstler
- 1937: Leoš Faltus, tschechischer Komponist und Musikpädagoge
- 1937: Walter Link, deutscher Politiker, MdB
- 1938: Les Aspin, US-amerikanischer Politiker, Verteidigungsminister
- 1938: Hermann Schulz, deutscher Schriftsteller und Verleger
- 1939: Jamey Aebersold, US-amerikanischer Jazz-Saxophonist und -Lehrer
- 1939: Kim Fowley, US-amerikanischer Sänger und Songschreiber
- 1939: Helmut Haller, deutscher Fußballspieler
- 1939: Bertold Klappert, deutscher evangelischer Theologe
- 1941: Joachim Siebenschuh, deutscher Schauspieler, Synchronsprecher und Hörspielsprecher
- 1942: Alfred Gomolka, deutscher Politiker
- 1942: Gabriel Sala, Choreograph und Tanzpädagoge
- 1943: Peter Gröbner, österreichischer Chemiker und Biochemiker
- 1944: Wiktor Logunow, sowjetischer Radrennfahrer

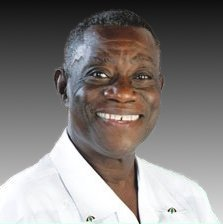
John Atta Mills (* 1944)

- 1944: John Atta Mills, ghanaischer Politiker, Staatspräsident
- 1946: Mark Aizikovitch, deutsch-ukrainischer Klezmersänger und Schauspieler
- 1946: Kenneth Starr, US-amerikanischer Jurist
- 1946: Jüri Tarmak, sowjetischer Leichtathlet
- 1947: Co Adriaanse, niederländischer Fußballtrainer
- 1948: Alberto Acosta Espinosa, ecuadorianischer Wirtschaftswissenschaftler, Politiker und Intellektueller
- 1948: Brad Frisselle, US-amerikanischer Automobilrennfahrer
- 1948: Cat Stevens, britischer Sänger und Songwriter
- 1950: Ubaldo Fillol, argentinischer Fußballspieler

#### 1951–1975
- 1951: Eberhard Gienger, deutscher Geräteturner und Politiker
- 1951: Karl Öllinger, österreichischer Politiker

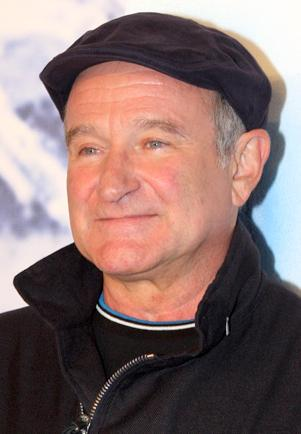
Robin Williams (* 1951)

- 1951: Robin Williams, US-amerikanischer Schauspieler
- 1952: Roberto Vencato, italienischer Regattasegler
- 1953: Eric Bazilian, US-amerikanischer Musiker
- 1953: Jakob Kölliker, Schweizer Eishockeyspieler und -trainer
- 1953: Harald Nickel, deutscher Fußballspieler
- 1955: Marcelo Bielsa, argentinischer Fußballspieler
- 1955: Jukka Linkola, finnischer Jazzpianist, Dirigent und Komponist
- 1955: Taco, niederländischer Sänger
- 1955: Béla Tarr, ungarischer Filmregisseur
- 1956: Michael Connelly, US-amerikanischer Schriftsteller
- 1957: Rumjana Gotschewa, bulgarische Schachspielerin
- 1957: Jon Lovitz, US-amerikanischer Schauspieler
- 1959: Michael Hull, deutscher Wettkampftänzer
- 1960: Fritz Walter, deutscher Fußballspieler
- 1961: Michael Kumpfmüller, deutscher Schriftsteller
- 1961: Jim Martin, US-amerikanischer Musiker

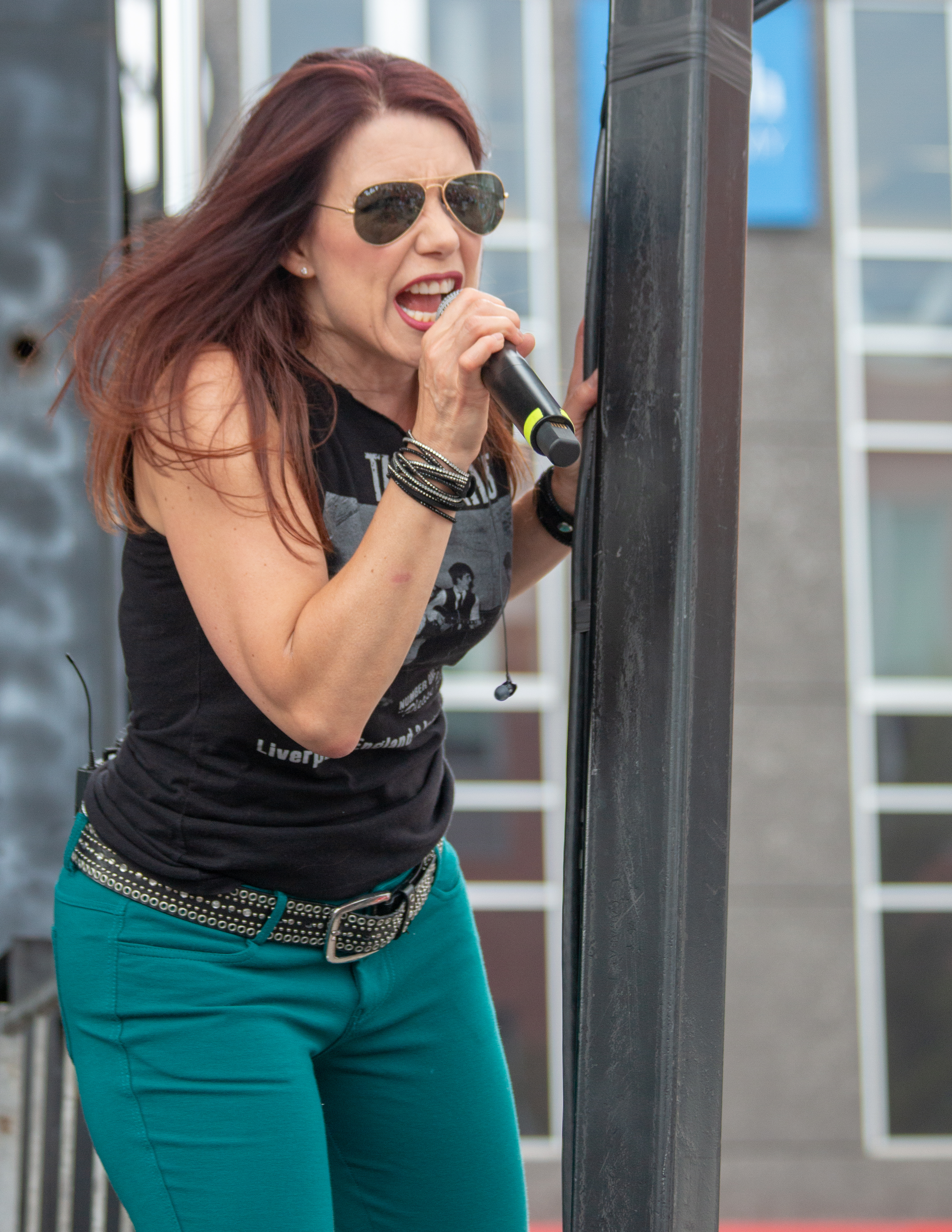
Lee Aaron (* 1962)

- 1962: Lee Aaron, kanadische Sängerin
- 1962: Victor Adebowale, Baron Adebowale, britischer Life Peer und Chief Executive
- 1962: Gabi Bauer, deutsche Fernsehmoderatorin
- 1964: Steve Collins, irischer Profiboxer
- 1964: Patrick J. Deneen, US-amerikanischer Politikwissenschaftler und Hochschullehrer
- 1964: Rike Eckermann, deutsche Schauspielerin und Regisseurin
- 1964: Werner Güra, deutscher Opernsänger
- 1964: Guido Halfter, deutscher Bürgermeister
- 1964: Ross Kemp, britischer Schauspieler und Moderator
- 1964: Josef Ernst Köpplinger, österreichischer Intendant, Opern-, Operetten-, Musical- und Schauspielregisseur
- 1964: Saskia Valencia, deutsche Schauspielerin
- 1964: Jörg Viebahn, deutscher Unternehmer und Automobilrennfahrer
- 1964: Hermann Vief, deutscher Theaterregisseur, Kultur- und Theaterpädagoge

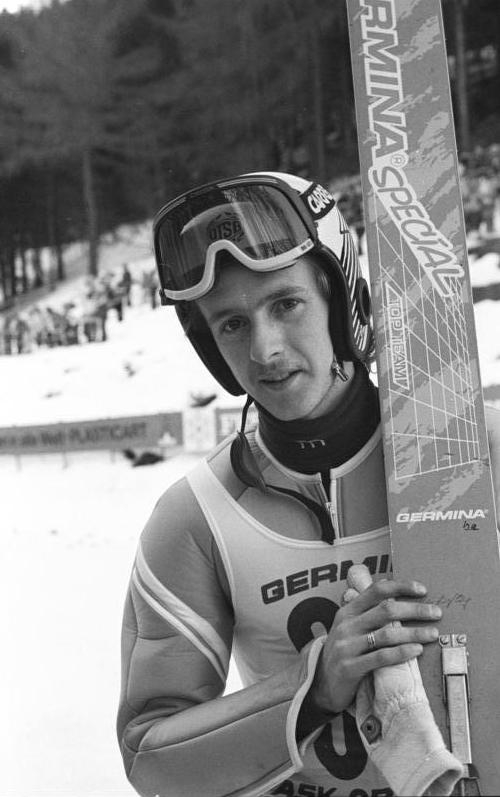
Jens Weißflog (* 1964)

- 1964: Jens Weißflog, deutscher Skispringer
- 1964: Arnaud Zucker, französischer Altphilologe
- 1965: Ibrahim Bilali, kenianischer Boxer
- 1965: Jovy Marcelo, philippinischer Automobilrennfahrer
- 1966: Tsering Woeser, chinesische Schriftstellerin, Dichterin, regimekritische Essayistin und Bloggerin tibetischer Nationalität
- 1967: Walter Arencibia, kubanischer Schachmeister
- 1967: Josef Schicklgruber, österreichischer Fußballspieler
- 1968: Abrar-ul-Haq, pakistanischer Popmusik-, Bhangra- und Volkssänger
- 1969: Klaus Graf, deutscher Automobilrennfahrer
- 1969: Isabell Werth, deutsche Dressur-Reiterin
- 1970: Liselotte Johansson, schwedische Freestyle-Skierin
- 1970: Alysia Reiner, US-amerikanische Film- und Theaterschauspielerin
- 1971: Anthony Beltoise, französischer Automobilrennfahrer
- 1971: Charlotte Gainsbourg, französische Schauspielerin
- 1971: André Stahl, deutscher Politiker
- 1972: Paul Brandt, kanadischer Country-Sänger
- 1972: Sascha Heyer, Schweizer Beachvolleyballspieler

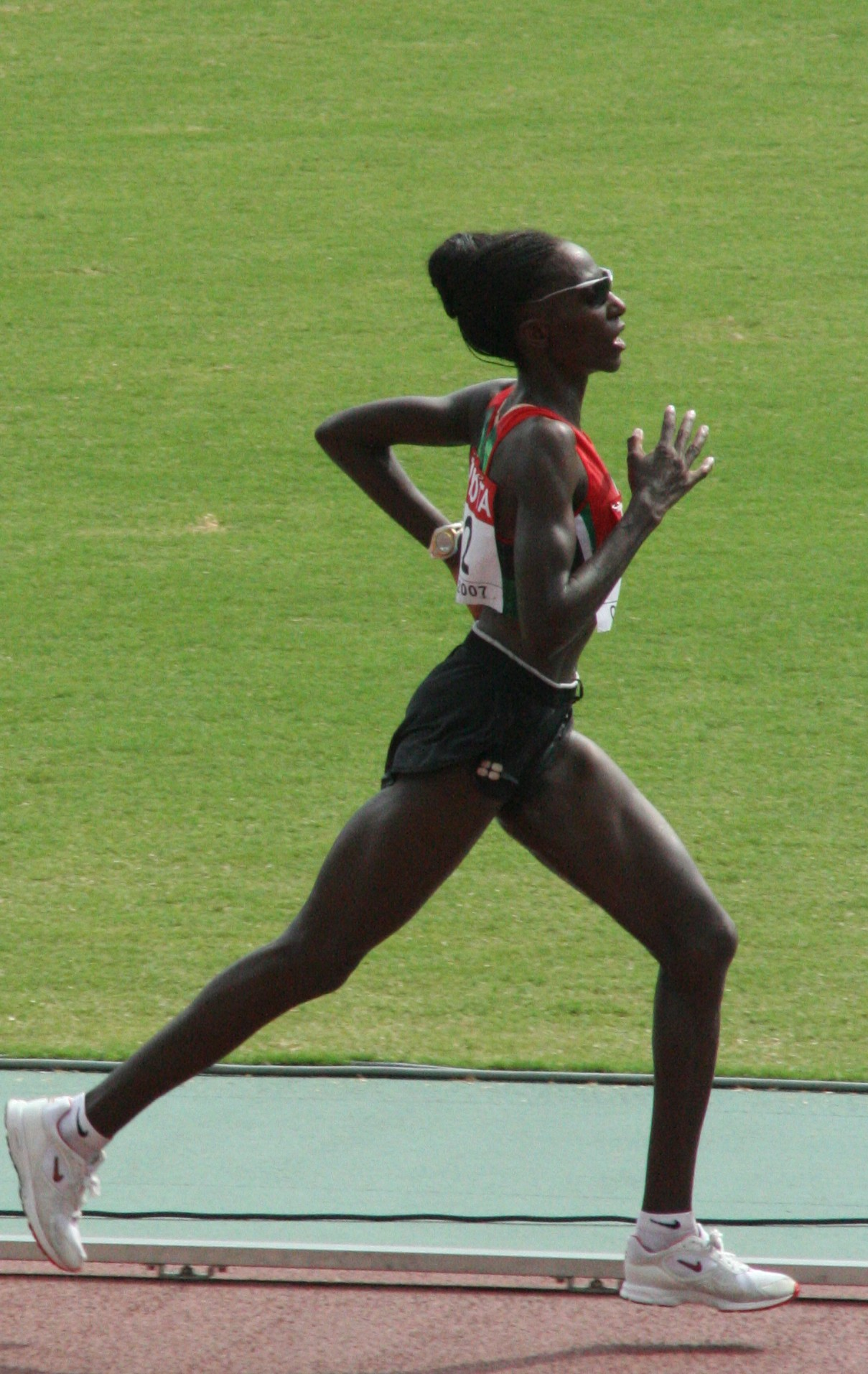
Catherine Ndereba (* 1972)

- 1972: Catherine Ndereba, kenianische Marathonläuferin
- 1973: Nelson Abeijón, uruguayischer Fußballspieler
- 1973: Berhane Adere, äthiopische Langstreckenläuferin
- 1973: Roberto Bisconti, belgischer Fußballspieler
- 1974: Alexander Ladig, deutscher Handballspieler
- 1974: Florentine Lahme, deutsche Schauspielerin

#### 1976–2000
- 1976: Vahid Hashemian, iranischer Fußballspieler
- 1976: Jaime Murray, englische Schauspielerin
- 1977: Sarah Biasini, französische Schauspielerin
- 1977: Danny Ecker, deutscher Stabhochspringer
- 1977: Jamie Harnwell, australischer Fußballspieler

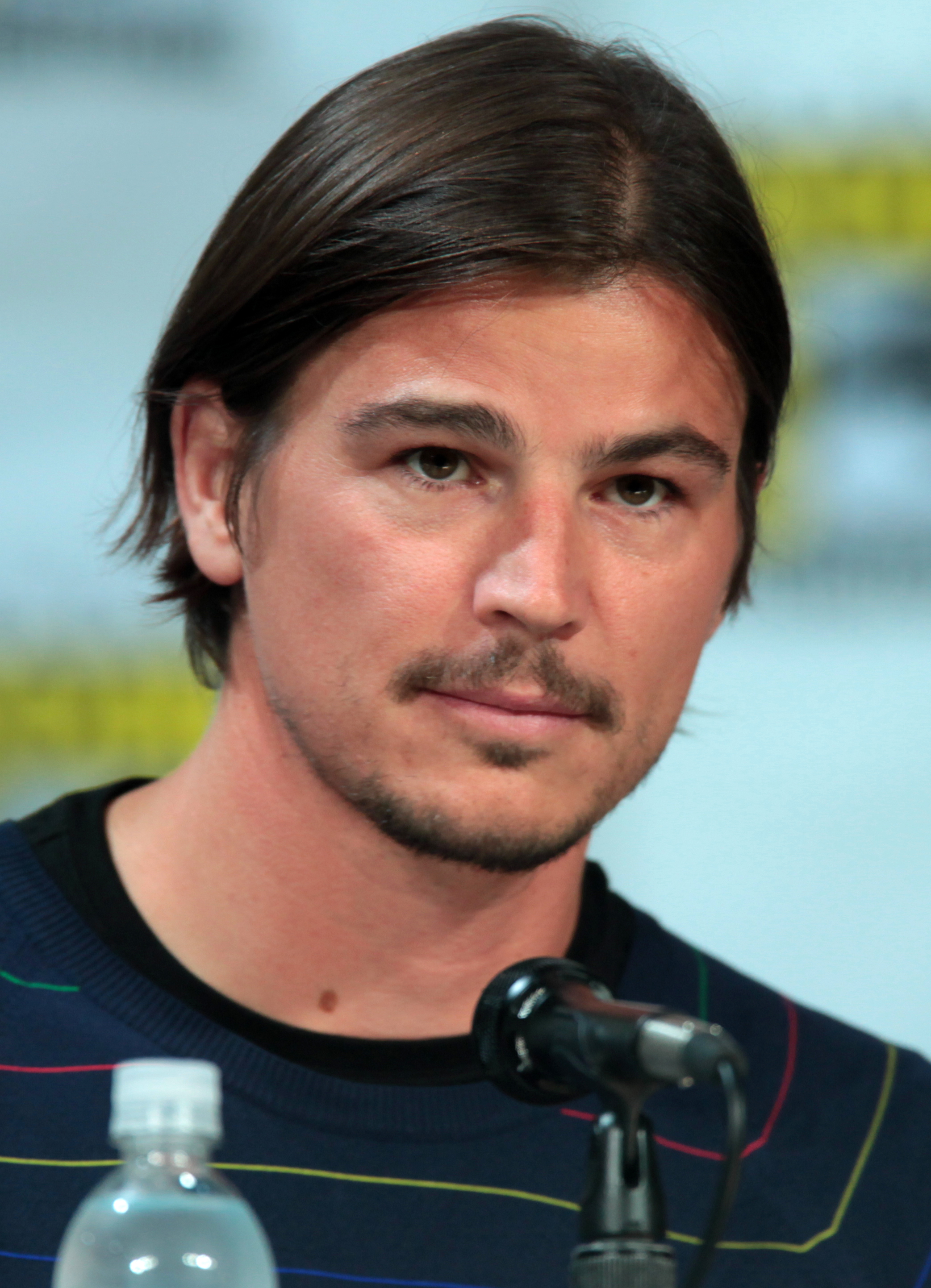
Josh Hartnett (* 1978)

- 1978: Josh Hartnett, US-amerikanischer Schauspieler
- 1978: Damian Marley, jamaikanischer Musiker
- 1979: Laurent Delorge, belgischer Fußballspieler
- 1979: Luis Ernesto Michel, mexikanischer Fußballspieler
- 1979: Andrij Woronin, ukrainischer Fußballspieler
- 1981: Victor Hănescu, rumänischer Tennisspieler
- 1981: Jack Howard, mikronesischer Leichtathlet
- 1981: John Howard, mikronesischer Leichtathlet
- 1981: Gerrit Jansen, deutscher Schauspieler
- 1981: Stefan Schumacher, deutscher Radrennfahrer
- 1981: Anja Taschenberg, deutsche Schauspielerin
- 1982: Katrin Bauerfeind, deutsche Fernsehmoderatorin
- 1982: Kristian Nushi, albanischer Fußballspieler
- 1983: Milan Jovanović, montenegrinischer Fußballspieler
- 1983: Marcus G. Kulp, deutscher Sänger, Schauspieler und Musicaldarsteller

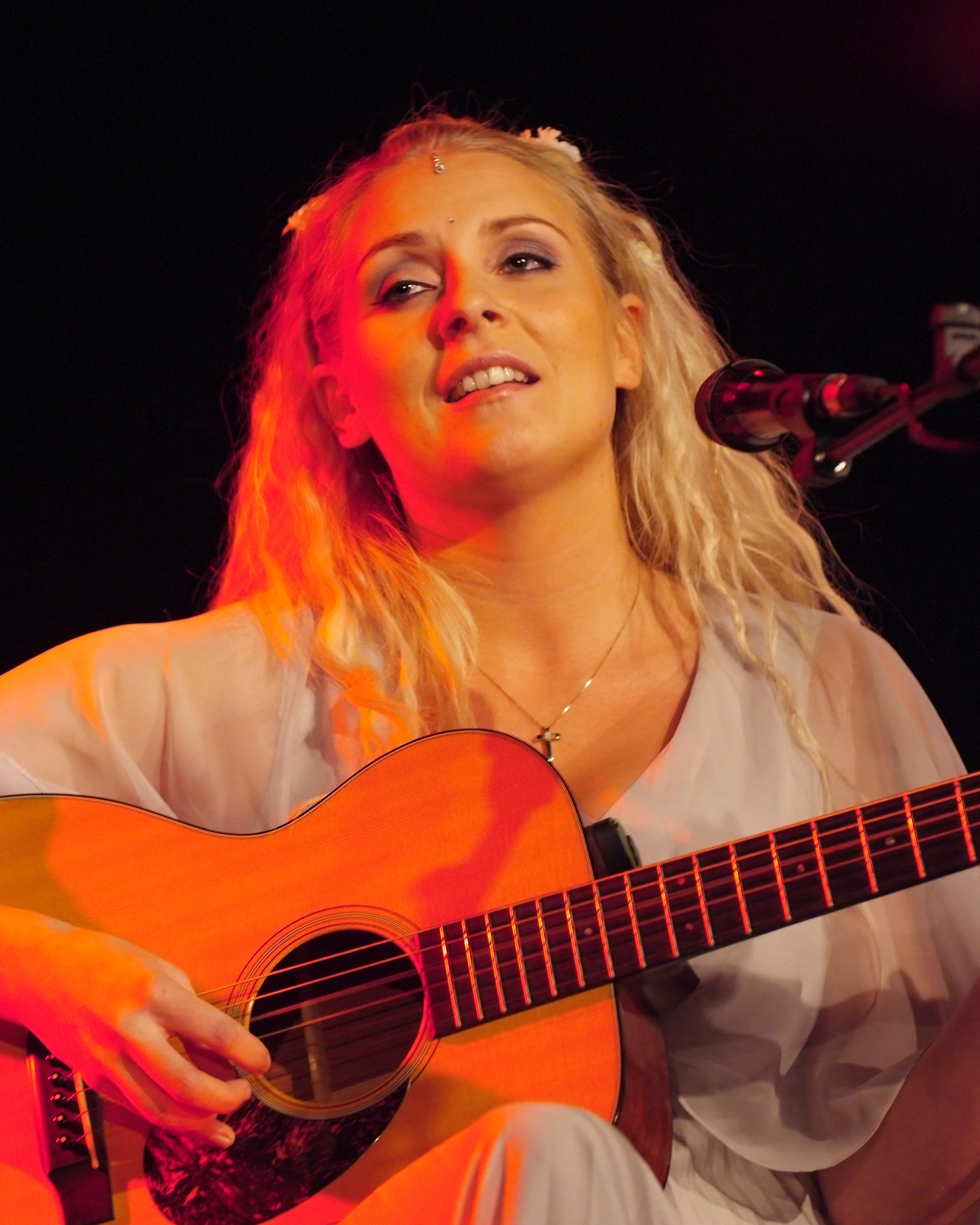
Eivør Pálsdóttir (* 1983)

- 1983: Eivør Pálsdóttir, färöische Sängerin und Komponistin
- 1984: Sarah Greene, irische Schauspielerin
- 1984: Katy Saunders, britisch-italienische Schauspielerin und Model
- 1985: Filip Polášek, slowakischer Tennisspieler
- 1986: Anthony Annan, ghanaischer Fußballspieler
- 1986: Martin Fischer, österreichischer Tennisspieler
- 1986: Marián Zavarský, slowakischer Komponist
- 1987: Bashir Adam, deutscher Taekwondokämpfer
- 1987: Pjotr Walentinowitsch Tschaadajew, russischer Skispringer
- 1988: DeAndre Jordan, US-amerikanischer Basketballspieler
- 1989: Ali Cobrin, US-amerikanische Schauspielerin
- 1989: Marco Fabián, mexikanischer Fußballspieler

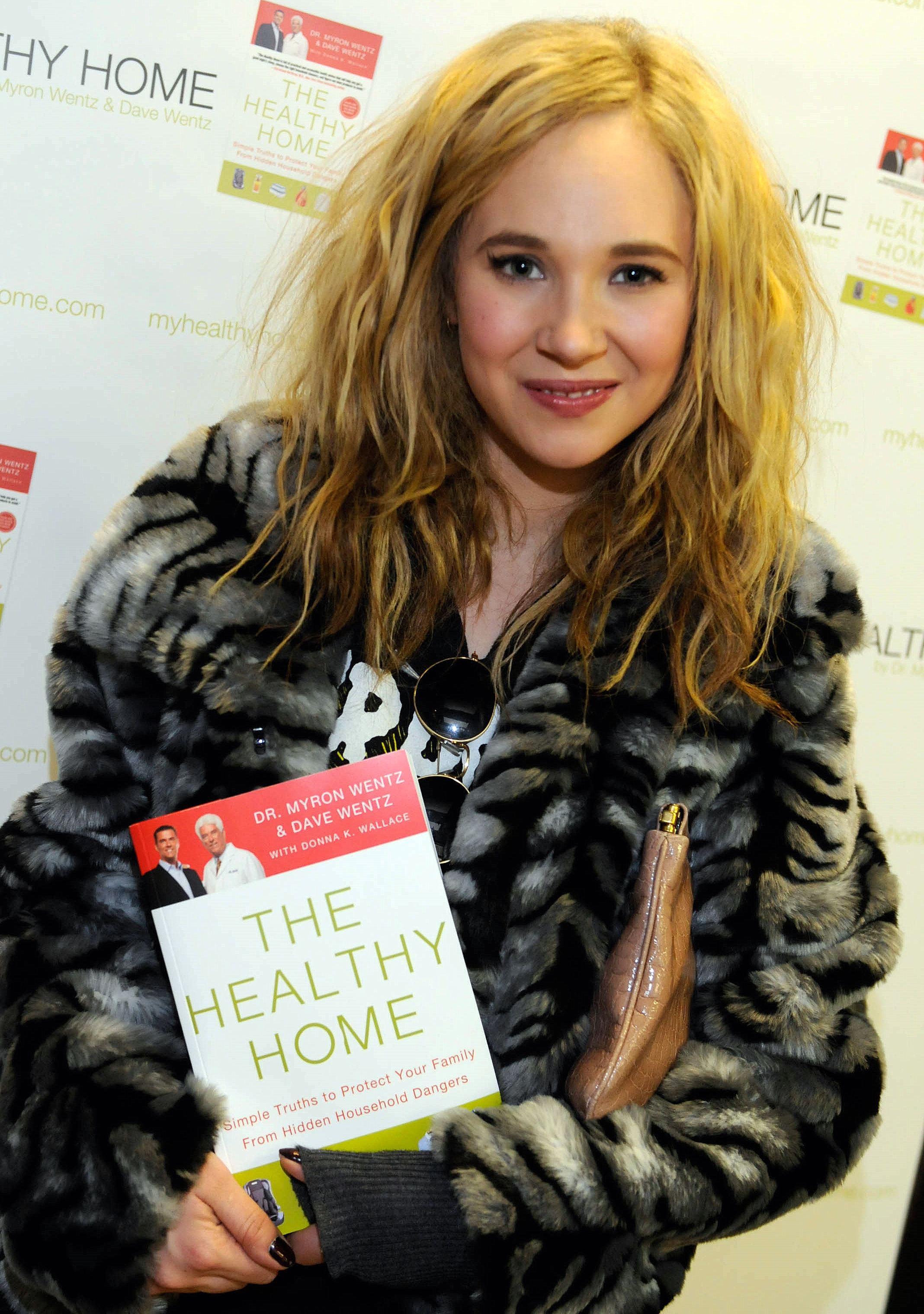
Juno Temple (* 1989)

- 1989: Juno Temple, britische Schauspielerin
- 1990: Rut Arnfjörð Jónsdóttir, isländische Handballspielerin
- 1990: Anna Maiwald, deutsche Leichtathletin
- 1991: Victoire Laly, beninische Schauspielerin und Sängerin
- 1991: Jonathan Henrique Silva, brasilianischer Dreispringer
- 1991: Sabine Treml, deutsche Fußballspielerin
- 1991: Andreas Wiegel, deutscher Fußballspieler
- 1992: Jessica Barden, britische Schauspielerin
- 1992: Charlotte de Witte, belgische Techno-DJ und Musikproduzentin
- 1992: Aaron D’Souza, indischer Schwimmer
- 1994: Sebastian Wurth, deutscher Sänger
- 1996: Rico Preißinger, deutscher Fußballspieler
- 1997: Frank Ronstadt, deutscher Fußballspieler
- 1998: Maggie Lindemann, US-amerikanische Singer-Songwriterin
- 1998: Marie Bouzková, tschechische Tennisspielerin
- 1998: Thomas Preining, österreichischer Automobilrennfahrer
- 1998: Anna Weiß, deutsche Fußballspielerin
- 1999: Rhys McClenaghan, irischer Turner
- 2000: Erling Braut Haaland, norwegischer Fußballspieler
- 2000: Jens Lurås Oftebro, norwegischer Nordischer Kombinierer
- 2000: Kristýna Otcovská, tschechische Biathletin
- 2000: Lara Schmidt, deutsche Fußballspielerin

### 21. Jahrhundert
- 2004: Maya Leinenbach, deutsche Foodbloggerin
- 2005: Lina Kozomara, Schweizer Freestyle-Skierin

## Gestorben

### Vor dem 18. Jahrhundert
- 0570: Ahkal Mo’ Nahb II., Herrscher der Maya-Stadt Palenque
- 0987: Gottfried I., Graf von Anjou
- 1007: Gisela von Burgund, älteste Tochter des Königs Konrad von Burgund
- 1077: Gertrud die Ältere von Braunschweig, deutsche Adelige und Stifterin
- 1193: Matheus von Salerno, führender Funktionär des normannischen Königshofes in Sizilien
- 1259: Gojong, 23. König des koreanischen Goryeo-Reiches
- 1349: John Lestrange, 2. Baron Strange of Blackmere, englischer Adeliger

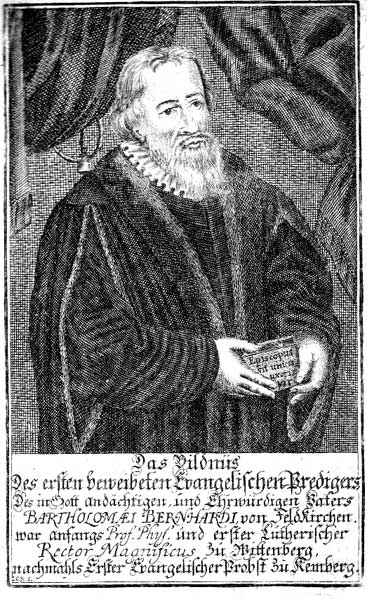
Bartholomäus Bernhardi († 1551)

- 1381: Konrad VI. von Haimberg, Bischof von Regensburg
- 1403: Henry Percy, englischer Adeliger
- 1403: Edmund Stafford, 5. Earl of Stafford, englischer Adeliger
- 1425: Manuel II. (Byzanz), byzantinischer Kaiser
- 1482: Reinhard I. von Sickingen, Bischof von Worms
- 1504: Půta Švihovský, böhmischer Adliger
- 1517: Hersekoğlu Ahmed Pascha, Großwesir des Osmanischen Reiches
- 1523: Johann Dölsch, deutscher Theologe und Reformator
- 1551: Bartholomäus Bernhardi, deutscher Theologe
- 1552: Antonio de Mendoza, spanischer Kolonialbeamter, Vizekönig von Neuspanien und Peru
- 1571: Martim Afonso de Sousa, portugiesischer Seefahrer

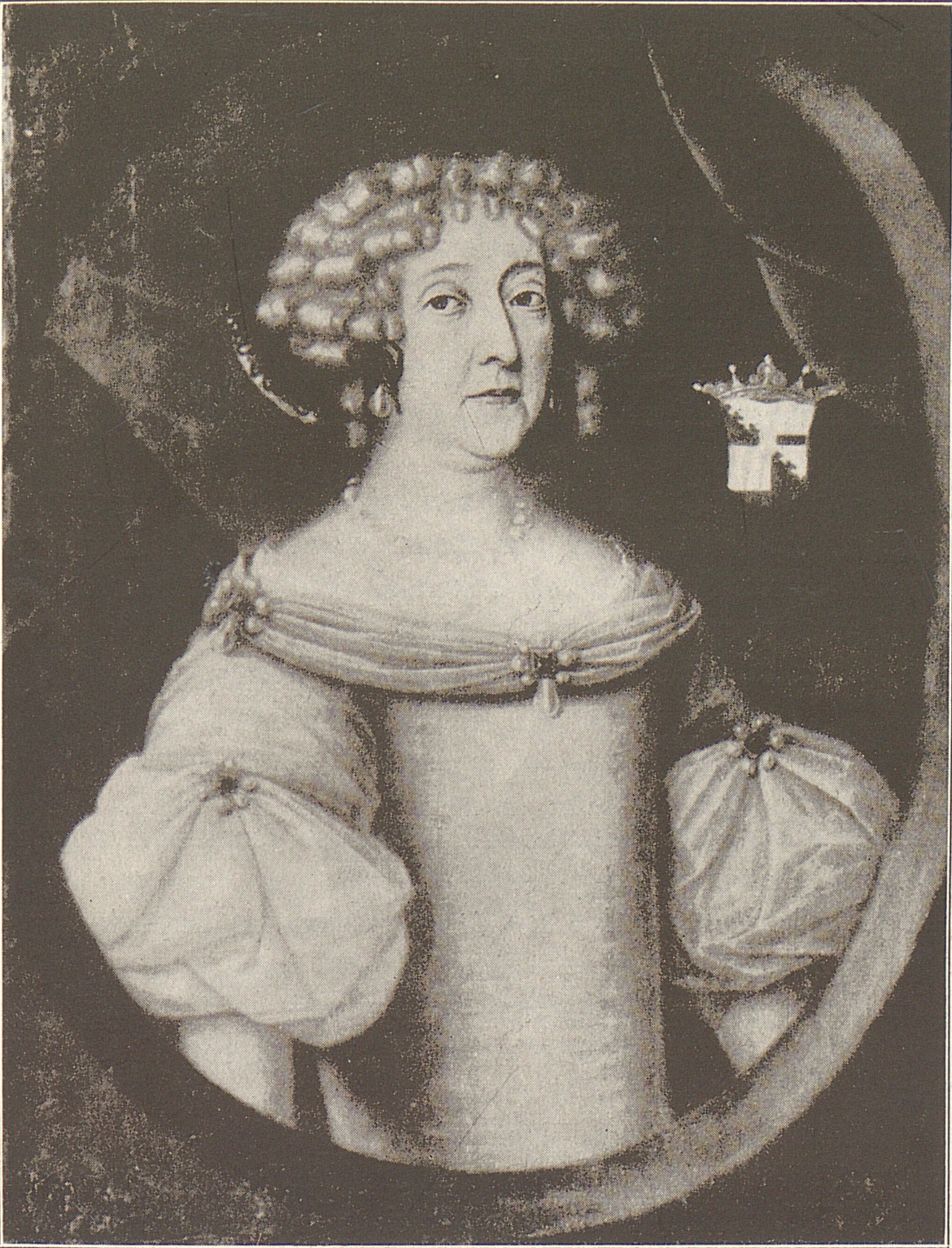
Claudia Seraphica von Wolkenstein-Rodeneck (* 1688)

- 1608: Johannes Angelus, deutscher Theologe
- 1637: Daniel Sennert, deutscher Arzt
- 1641: Thomas Mun, englischer Kaufmann und Ökonom
- 1646: Georg Ludwig von Schwarzenberg, kaiserlicher Geheimer Rat, Oberhofmarschall und General
- 1651: Johann von Marenholz, ostfriesischer Regierungs- und Geheimer Rat, Drost von Berum
- 1655: Giovanni Burnacini, italienischer Theaterarchitekt und Bühnenbildner
- 1672: John Underhill, englischer Puritaner, Kolonist und Captain in der Massachusetts Bay Company in Nordamerika
- 1688: James Butler, 1. Duke of Ormonde, anglo-irischer Staatsmann und Soldat
- 1688: Claudia Seraphica von Wolkenstein-Rodeneck, Äbtissin im Stift Freckenhorst und im Stift Heerse
- 1690: Gregorio Carafa, Großmeister des Malteserordens

### 18. Jahrhundert
- 1708: Conrad von Reventlow, dänischer Premierminister und Großkanzler
- 1711: Avetik von Tokat, Patriarch des Armenischen Patriarchats Konstantinopel
- 1718: Sabbatai Ben Josef, jüdischer Schriftsteller, Gelehrter, Bibliograph und Verleger
- 1719: Robert Clicquot, französischer Orgelbauer

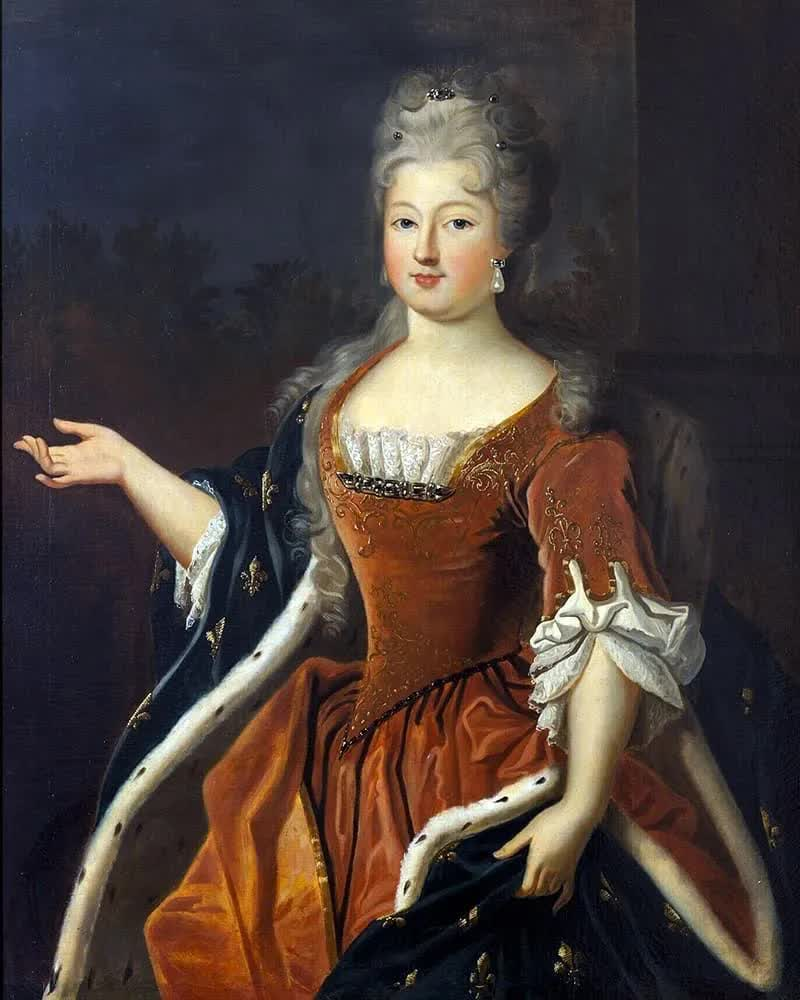
Marie Louise Élisabeth d’Orléans († 1719)

- 1719: Marie Louise Élisabeth d’Orléans, Herzogin von Berry
- 1725: Johann Philipp von Wurzelbau, Nürnberger Astronom
- 1740: Johann Evangelist Holzer, deutsch-österreichischer Maler des Augsburger Barock
- 1742: Johannes Steuchius, schwedischer lutherischer Theologe, Erzbischof von Uppsala
- 1754: Joseph Saint-Pierre, französischer Architekt
- 1761: Archibald Douglas, 1. Duke of Douglas, schottischer Adeliger
- 1773: Sauveur François Morand, französischer Chirurg
- 1779: Michael Adelbulner, deutscher Mathematiker, Physiker und Astronom
- 1780: Friedrich Christian Struve, deutscher Mediziner und Hochschullehrer
- 1796: Philipp Carteret, englischer Seefahrer und Entdecker
- 1796: Robert Burns, schottischer Schriftsteller und Poet
- 1798: Charles Joseph de Croix, comte de Clerfait, österreichischer Feldmarschall
- 1798: John Kelly of Killanne, irischer Rebell

### 19. Jahrhundert
- 1807: Johanna Marianne Freystein, deutsche Malerin
- 1807: Traugott Karl August Vogt, deutscher Mediziner
- 1807: Rémi Willemet, französischer Botaniker
- 1807: Wilhelm von Zweybrücken, Offizier in französischen und bayrischen Diensten
- 1818: François Rodolphe de Weiss, Schweizer Politiker, Schriftsteller und Offizier

- 1824: Rama II., König von Siam

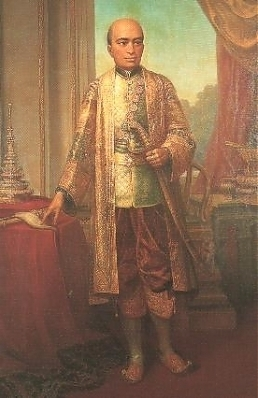
Rama II. († 1824)

- 1838: Johann Nepomuk Mälzel, deutscher Erfinder und Mechaniker
- 1855: Per Daniel Amadeus Atterbom, schwedischer Dichter
- 1856: Emil Aarestrup, dänischer Dichter
- 1858: Gaspar Hernández aus Peru stammender Priester, Pädagoge und Politiker in der Dominikanischen Republik
- 1859: John Gayle, US-amerikanischer Jurist und Politiker, Gouverneur und Kongressabgeordneter von Alabama
- 1867: Antonio Barezzi, italienischer Kaufmann
- 1868: Friedrich Wilhelm Schubert, deutscher Historiker und Staatskundler
- 1874: Ferdinand von Droste zu Hülshoff, deutscher Ornithologe und Schriftsteller

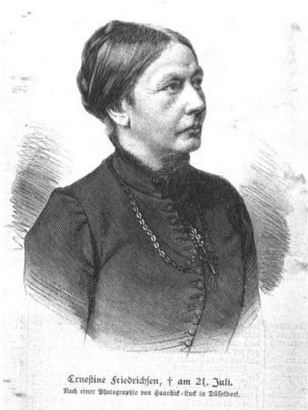
Ernestine Friedrichsen († 1892)

- 1878: Johann Baptist Sonderland, deutscher Maler und Radierer
- 1885ː Auguste Netz, deutsche Opernsängerin und Theaterschauspielerin
- 1886: Maximilian Duncker, deutscher Historiker und Politiker
- 1886: Carl Theodor von Piloty, deutscher Historienmaler
- 1892ː Ernestine Friedrichsen, deutsche Genremalerin
- 1893: Alfred Deléhelle, französischer Komponist
- 1897: Amand Goegg, badischer Finanzminister und Revolutionär
- 1898: Franz Arnfelser, österreichischer Komponist
- 1899: Louis Eysen, deutscher Maler

### 20. Jahrhundert

#### 1901–1950
- 1901: Félix Joseph Henri de Lacaze-Duthiers, französischer Physiologe und Zoologe
- 1901: Isaak Mautner, böhmischer Textilindustrieller
- 1903: Henri Alexis Brialmont, belgischer General und Militärschriftsteller

Nicolae Grigorescu († 1907)

- 1907: Nicolae Grigorescu, rumänischer Maler
- 1907: Wilhelm von Kardorff, preußisch-deutscher Politiker und Unternehmer
- 1909: Gustav Karpeles, deutscher Publizist und Literaturhistoriker
- 1910: Johan Peter Selmer, norwegischer Komponist
- 1912: Anton Paul Heilmann, österreichischer Maler und Illustrator
- 1913: Hermann Credner, deutscher Geowissenschaftler
- 1915: Eugenie Breithut-Munk, österreichische Malerin
- 1918: Johannes Hesekiel, deutscher Theologe
- 1919: Vincent Gottofrey, Schweizer Jurist, Hochschullehrer und Politiker
- 1922: Ulrich Farner, Schweizer Journalist und Mundartschriftsteller
- 1922: Cemal Pascha, türkischer General und Politiker
- 1924: Jan van Leeuwen, niederländischer Gräzist
- 1926: Washington Augustus Roebling, US-amerikanischer Ingenieur
- 1928: Kostas Karyotakis, griechischer Dichter und Prosaist
- 1930: Karl von Düwell, deutscher königlich-bayerischer Offizier
- 1931: Werner Krüger, deutscher Radsportler und Schrittmacher
- 1936: Andreas Hinterstoißer, deutscher Bergsteiger
- 1940: Hans Wagner, deutscher Philatelist, Vater der Philatelistentage
- 1941: Romanus Bange, katholischer Priester
- 1941: Willis C. Hawley, US-amerikanischer Politiker
- 1942: Jacques de Francony, französischer Flieger und Automobilrennfahrer
- 1942: Franciszek Raszeja, polnischer Mediziner und Hochschullehrer

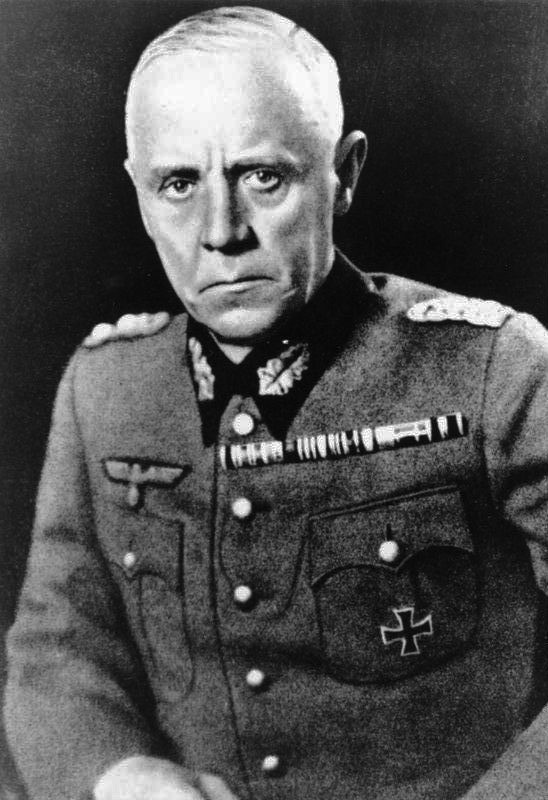
Ludwig Beck († 1944)

- 1944: Ludwig Beck, deutscher General und Widerstandskämpfer
- 1944: Werner von Haeften, deutscher Jurist, Offizier und Widerstandskämpfer
- 1944: Albrecht Mertz von Quirnheim, deutscher Offizier und Widerstandskämpfer
- 1944: Friedrich Olbricht, deutscher General und Widerstandskämpfer
- 1944: Claus Schenk Graf von Stauffenberg, deutscher Offizier und Widerstandskämpfer
- 1944: Henning von Tresckow, deutscher General und Widerstandskämpfer
- 1945: Friedrich Brinkmann, deutscher Baumeister und Architekt
- 1945: Johannes Jessen, deutscher Bibelübersetzer
- 1947: Joseph Emmanuel II. Toma, irakischer Priester, Patriarch von Babylon
- 1948: Arshile Gorky, US-amerikanischer Maler

#### 1951–2000

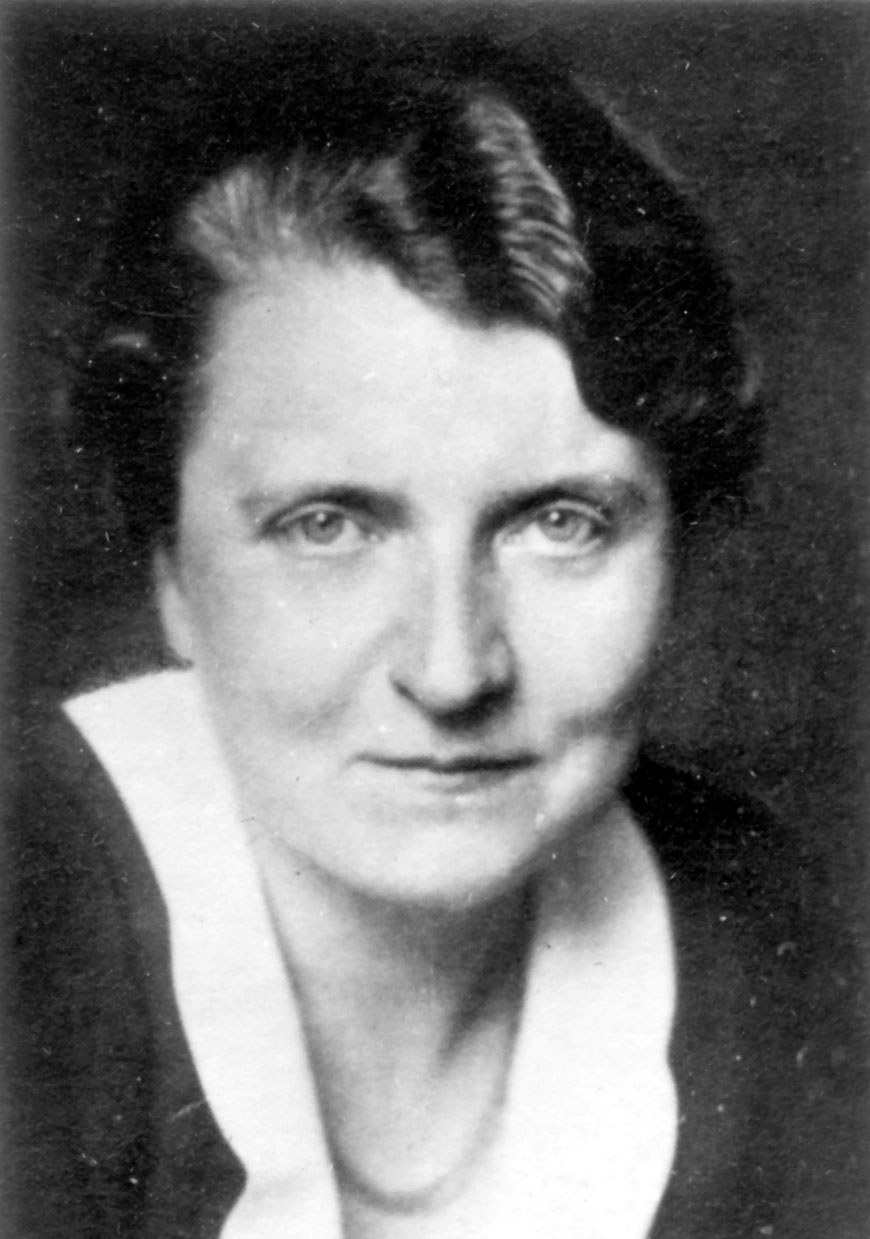
Lenka von Koerber († 1958)

- 1952: Edwin Hoernle, deutscher Schriftsteller und Politiker
- 1953: Anton Cromme, deutscher Apotheker und Politiker, MdL
- 1955: Georg Oskar Schubert, deutscher Fernsehtechniker
- 1958: Lenka von Koerber, deutsche Journalistin und Schriftstellerin
- 1960: Massimo Bontempelli, italienischer Schriftsteller
- 1960: André Coyne, französischer Ingenieur für Talsperren
- 1963: Ernst Keller, deutscher Politiker, MdB
- 1964: Jean Fautrier, französischer Zeichner
- 1966: Luise Harkort, deutsche Keramikerin
- 1967: Thomas Dehler, deutscher Politiker, MdL, MdB, Bundesminister

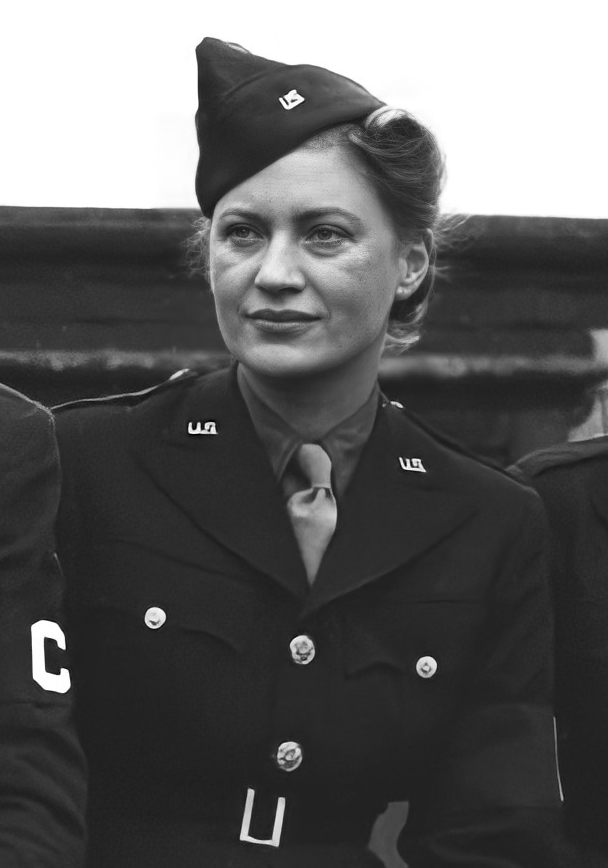
Lee Miller († 1977)

- 1967: Jimmie Foxx, US-amerikanischer Baseballspieler und -manager
- 1967: Albert John Luthuli, südafrikanischer Politiker und Religionsführer, Nobelpreisträger
- 1967: Basil Rathbone, US-amerikanischer Schauspieler
- 1969: Walter Hinrichsen, deutsch-amerikanischer Musikverleger

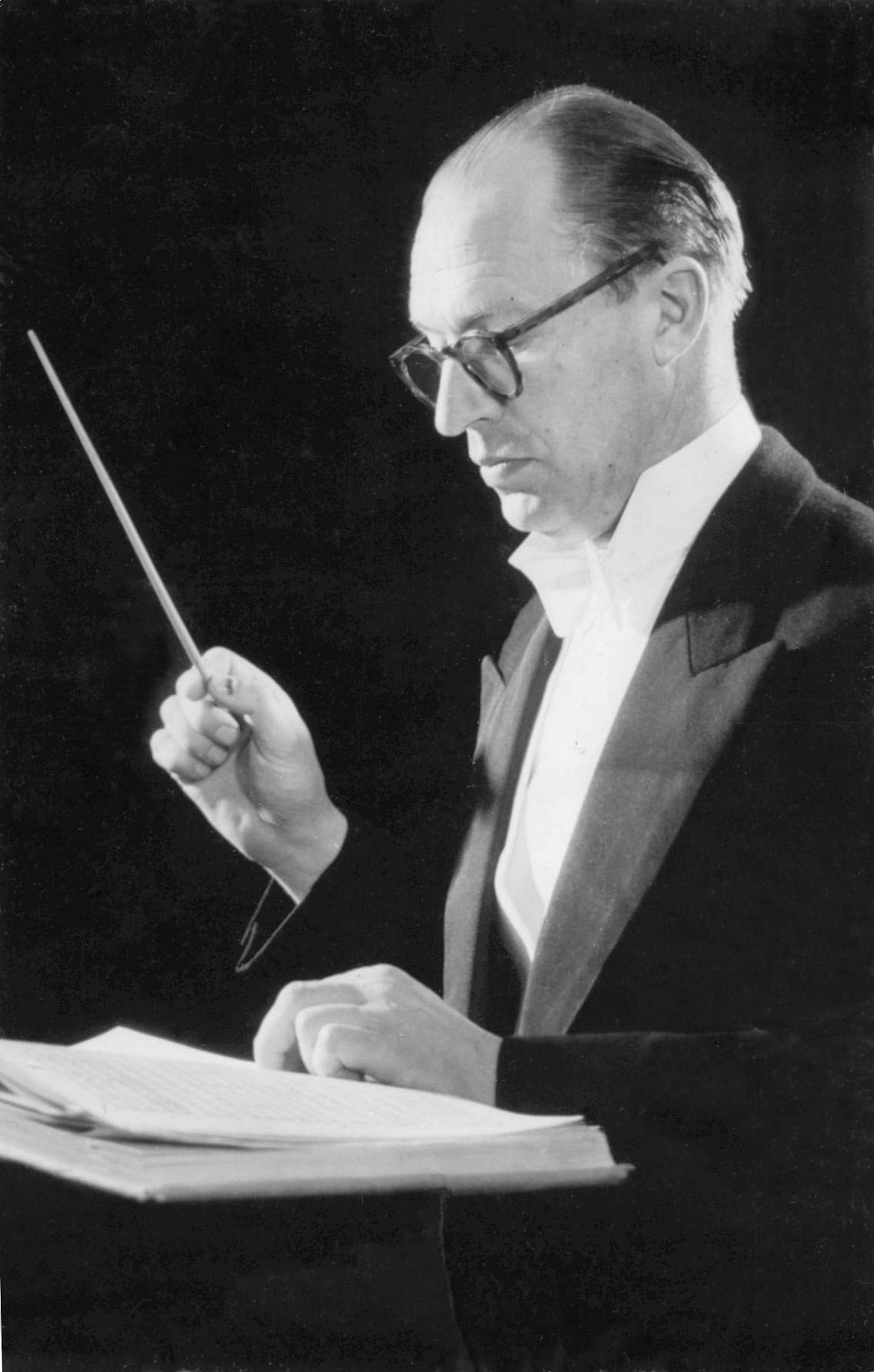
Aloys Fleischmann († 1992)

- 1971: Herbert B. Fredersdorf, deutscher Filmregisseur
- 1971: Karl Veken, deutscher Schriftsteller
- 1972: Ralph Craig, US-amerikanischer Leichtathlet
- 1973: Roger Dubos, französischer Automobilrennfahrer
- 1974: Josef Brinkmann, deutscher Schmied, Amateurornithologe und Vogelfotograf
- 1975: Carl Troll, deutscher Geograph
- 1977: Lee Miller, US-amerikanische Fotografin und -journalistin

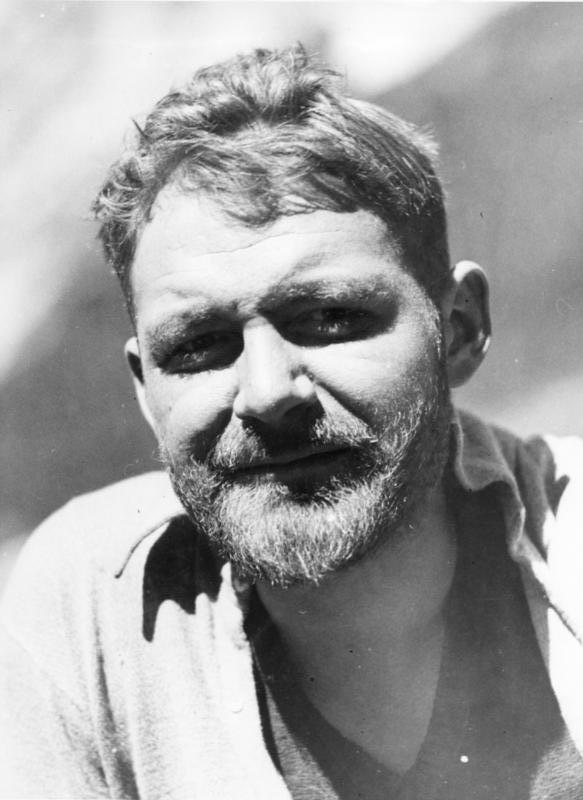
Ernst Schäfer († 1992)

- 1977: Henry Vahl, deutscher Schauspieler
- 1977: Rupert Linsinger, österreichischer Schriftsteller
- 1979: Ludwig Renn, deutscher Schriftsteller
- 1980: Keith Godchaux, US-amerikanischer Musiker
- 1981: Jean Vaurez, französischer Automobilrennfahrer
- 1983: Radovan Richta, tschechoslowakischer Soziologe und Philosoph
- 1984: Felix Augenfeld, österreichisch-US-amerikanischer Architekt, Innenarchitekt, Bühnenbildner und Designer
- 1986: José Avelino, philippinischer Politiker
- 1988: Kenneth Morgan Abbott, US-amerikanischer klassischer Philologe
- 1988: Stanisława Zawadzka, polnische Opernsängerin und Gesangspädagogin
- 1989: Wilhelm Jentzsch, deutscher Politiker, MdB
- 1990: Sergei Paradschanow, armenischer Filmregisseur
- 1992: Aloys Fleischmann, irischer Komponist, Dirigent, Musikwissenschaftler und Hochschullehrer
- 1992: Ernst Schäfer, deutscher Zoologe
- 1993: Richard Tee, US-amerikanischer Pianist, Organist und Arrangeur
- 1996: Waluliso, Wiener Original
- 1997: Ernst Majonica, deutscher Politiker, MdB
- 1998ː Eugenie Pippal-Kottnig, österreichische Architektin
- 1998: Alan Shepard, US-amerikanischer Astronaut
- 1998: Robert Young, US-amerikanischer Schauspieler
- 1999: Jun Etō, japanischer Literaturkritiker
- 1999: David Ogilvy, britischer Werbetexter
- 2000: Iain Hamilton, britischer Komponist und Musikpädagoge
- 2000: Stanojlo Rajičić, serbischer Komponist

### 21. Jahrhundert

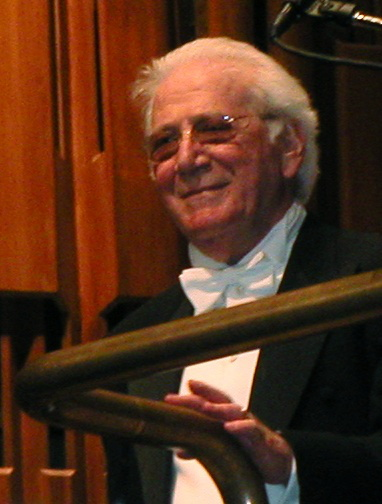
Jerry Goldsmith († 2004)
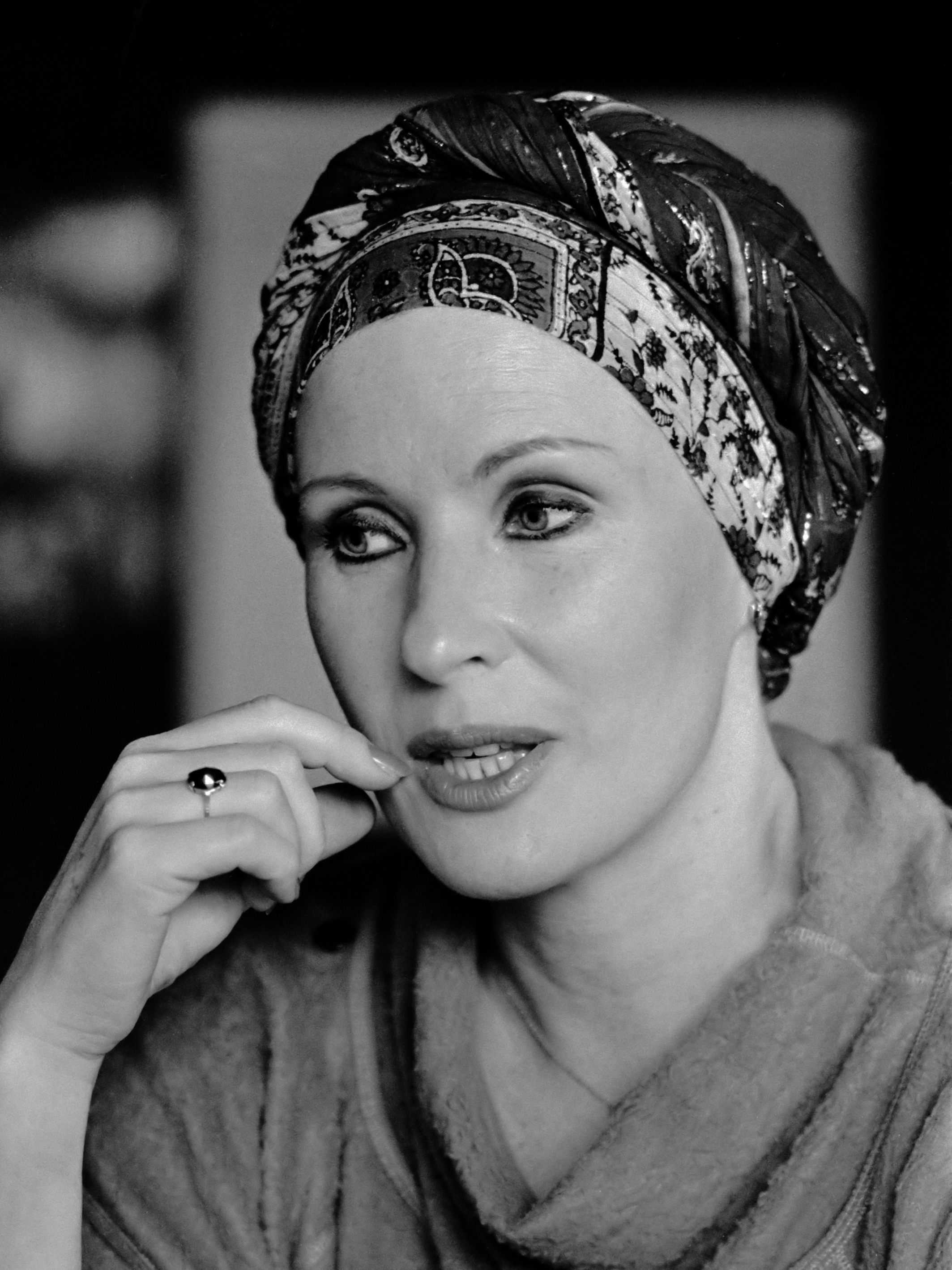
Tamara Lund († 2005)
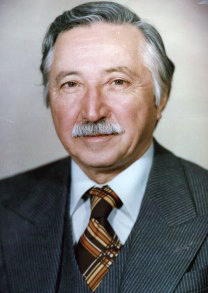
Luis Corvalán († 2010)

- 2001: Steve Barton, US-amerikanischer Schauspieler und Sänger
- 2001: Einar Schleef, deutscher Schriftsteller und Regisseur
- 2002: Eduardo Cabrera, kubanischer Pianist, Arrangeur und Bandleader
- 2003: Ingrid von Bothmer, deutsche Theaterschauspielerin
- 2003: Victor Hasler, Schweizer evangelischer Geistlicher und Hochschullehrer
- 2004: Jerry Goldsmith, US-amerikanischer Komponist
- 2004: Edward B. Lewis, US-amerikanischer Biologe und Genetiker, Nobelpreisträger
- 2005: Long John Baldry, britisch-kanadischer Sänger
- 2005: Andrzej Grubba, polnischer Tischtennisspieler
- 2005: Tamara Lund, finnische Sopranistin
- 2006: Ugo Attardi, italienischer Maler, Bildhauer und Schriftsteller
- 2007: Sophie Bothilde Jensen, deutsch-dänische Malerin
- 2007: Jesús de Polanco, spanischer Medienunternehmer
- 2009: Werner Becker, deutscher Philosoph

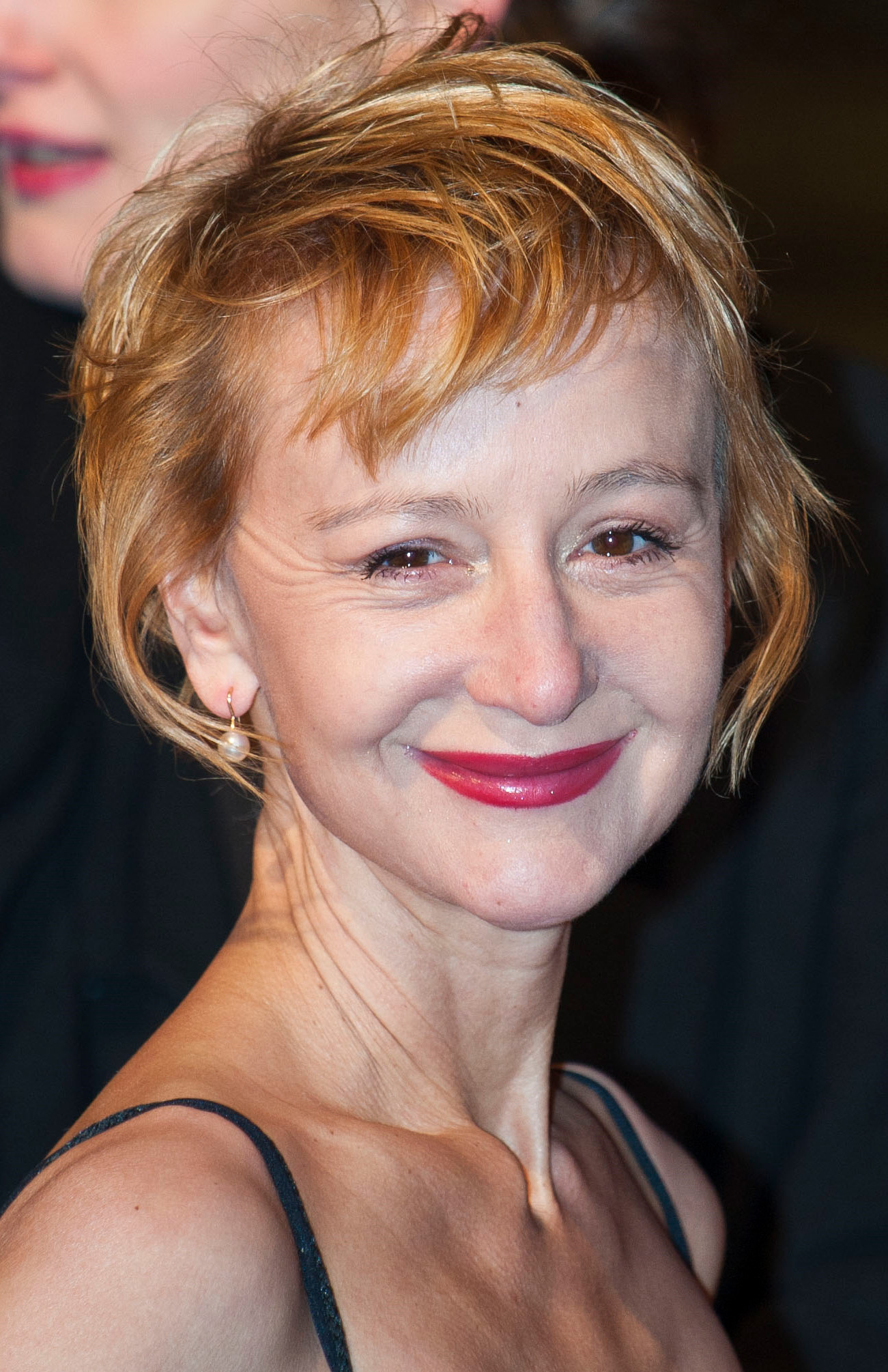
Susanne Lothar († 2012)
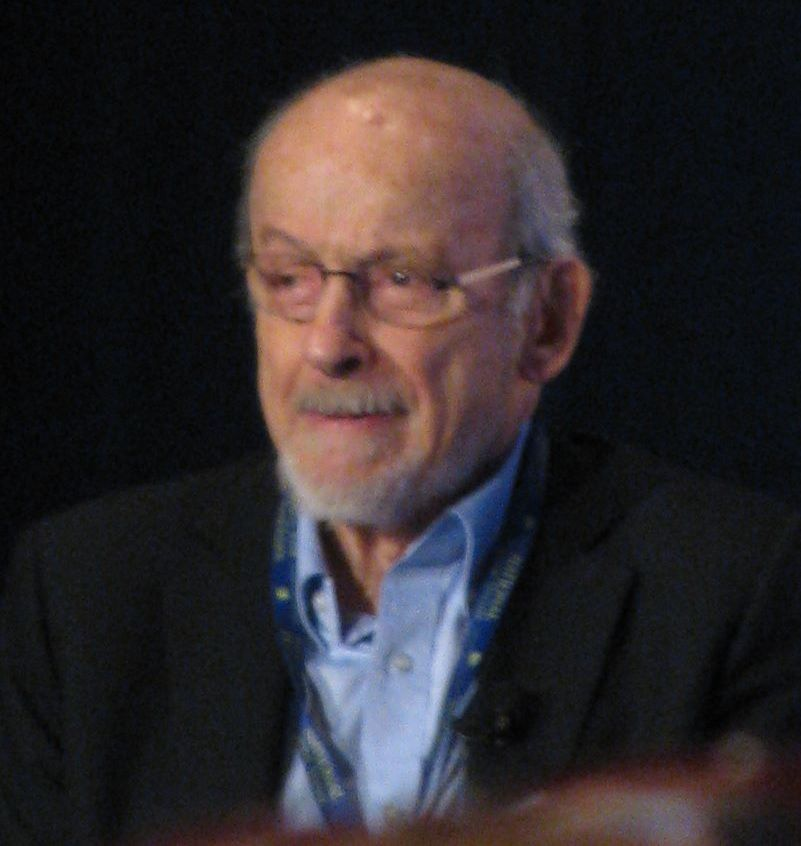
E. L. Doctorow († 2015)
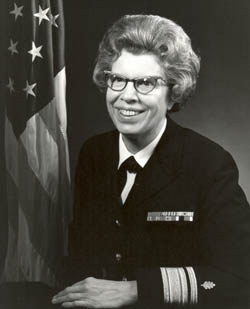
Alene Duerk († 2018)

- 2009: Garnet Brooks, kanadischer Sänger und Gesangspädagoge
- 2009: Heinz Edelmann, deutscher Illustrator und Grafikdesigner
- 2010: Luis Corvalán, chilenischer Politiker
- 2010: Heinrich Schmieder, deutscher Schauspieler
- 2012: Andrzej Łapicki, polnischer Schauspieler, Theaterregisseur und -pädagoge sowie Politiker
- 2012: Susanne Lothar, deutsche Schauspielerin
- 2013: Andrea Antonelli, italienischer Motorradrennfahrer
- 2013: Heinz Meier, deutscher Schauspieler
- 2014: Hans-Peter Kaul, deutscher Völkerrechtler und Richter am Internationalen Strafgerichtshof
- 2014: Georg Hertting, österreichischer Mediziner und Pharmakologe
- 2015: Theodore Bikel, US-amerikanischer Sänger und Schauspieler
- 2015: E. L. Doctorow, US-amerikanischer Schriftsteller
- 2015: Alfredo Lardelli, Schweizer Unternehmer und Mörder
- 2015: Gabrielle Traxler, österreichische Politikerin
- 2016: Luc Hoffmann, Schweizer Mäzen und Unternehmer
- 2016: Felicitas Mayall, deutsche Schriftstellerin
- 2017: Kurt Aurin, deutscher Erziehungswissenschaftler
- 2017: John Heard, US-amerikanischer Schauspieler
- 2018ː Alene B. Duerk, US-Amerikanerin, erste Konteradmiralin und Flaggoffizierin der United States Navy
- 2018: Ryū Matsumoto, japanischer Politiker
- 2018: Wolf-Dieter Montag, deutscher Eiskunstlauffunktionär
- 2019: Robert M. Morgenthau, US-amerikanischer Jurist
- 2019: Markus Ramseier, Schweizer Schriftsteller
- 2020: Andrew Mlangeni, südafrikanischer Anti-Apartheid-Aktivist
- 2020: Annie Ross, US-amerikanische Jazzsängerin und Schauspielerin
- 2021: Hartwig Steusloff, deutscher Informatiker und Hochschullehrer
- 2022: Paddy Hopkirk, britischer Automobilrennfahrer
- 2022: Martti Lehtevä, finnischer Boxer
- 2022: Uwe Seeler, deutscher Fußballspieler
- 2022: Alexei Wdowin, russischer Wasserballspieler
- 2024ː Evelyn Thomas, US-amerikanische Sängerin
- 2024: Jōji Yuasa, japanischer Komponist

## Feier- und Gedenktage
- Kirchliche Gedenktage
  - Hl. Ezechiel, israelitischer Prophet, eventuell Märtyrer (orthodox, armenisch, evangelisch: LCMS, der katholische Gedenktag ist am 23. Juli)
  - John Eliot (Missionar), englischer Glaubensbote bei den amerikanischen Ureinwohnern (evangelisch)
  - Hl. Laurentius von Brindisi, italienischer Theologe und Kirchenlehrer (katholisch)
  - Hl. Praxedis, römische Jungfrau und Märtyrerin (katholisch)
  - Hl. Arbogast von Straßburg, Bischof und Schutzpatron (katholisch)

- Namenstage
  - Daniel, Daniela, Laurentius, Stella

- Staatliche Feier- und Gedenktage
  - Belgien: Nationalfeiertag (1831)

Weitere Einträge enthält die Liste von Gedenk- und Aktionstagen.